# Lana Turner
Julia Jean Mildred Frances Turner (Wallace, Idaho, 8 de febrero de 1921-Los Ángeles, 29 de junio de 1995), conocida artísticamente como Lana Turner, fue una actriz estadounidense. En el transcurso de su carrera de casi 50 años, alcanzó la fama como modelo pin-up y actriz de cine, así como por su vida personal altamente publicitada. A mediados de la década de 1940, era una de las actrices mejor pagadas de los Estados Unidos y una de las estrellas más importantes de Metro-Goldwyn-Mayer (MGM), y sus películas generaron más de 50 millones de dólares para el estudio durante sus 18 años de contrato con ellos. Turner es citada con frecuencia como un ícono de la cultura popular del glamour de Hollywood y una leyenda de la pantalla del cine clásico de Hollywood.
Nacida de padres de clase trabajadora en el norte de Idaho, Turner pasó su infancia allí antes de que su familia se mudara a San Francisco. En 1936, cuando Turner tenía 15 años, fue descubierta mientras compraba un refresco en Top Hat Malt Shop en Hollywood. A los 16 años, firmó un contrato personal con el director de Warner Bros. Mervyn LeRoy, quien la llevó con él cuando se transfirió a MGM en 1938. Pronto atrajo la atención al interpretar el papel de una víctima de asesinato en su debut cinematográfico, They Won't Forget (1937) de LeRoy, y luego asumió papeles secundarios, a menudo apareciendo como una ingenua.
A principios de la década de 1940, Turner se estableció como protagonista y una de las principales estrellas de MGM, apareciendo en películas como la película negra Johnny Eager (1941); el musical Ziegfeld Girl (1941); la película de terror Dr. Jekyll y Mr. Hyde (1941); y el drama bélico romántico Somewhere I'll Find You (1942), una de varias películas que protagonizó junto a Clark Gable. La reputación de Turner como una mujer fatal glamorosa se vio reforzada por su actuación aclamada por la crítica en la película negra The Postman Always Rings Twice (1946), un papel que la estableció como una actriz dramática seria. Su popularidad continuó durante la década de 1950 en dramas como The Bad and the Beautiful (1952) y Peyton Place (1957), este último por el que fue nominada a un Premio Óscar a la mejor actriz.
Un intenso escrutinio mediático rodeó a la actriz en 1958 cuando su hija adolescente Cheryl Crane apuñaló al amante de Turner, Johnny Stompanato, hasta matarlo en su casa durante una pelea doméstica. Su siguiente película, Imitation of Life (1959), resultó ser uno de los mayores éxitos comerciales de su carrera, y su papel protagónico en Madame X (1966) le valió un premio David di Donatello a la mejor actriz extranjera. Turner pasó la mayor parte de la década de 1970 semirretirada, haciendo su última aparición cinematográfica en 1980. En 1982, aceptó un papel de invitada recurrente muy publicitado y lucrativo en la serie de televisión Falcon Crest, que le otorgó a la serie índices de audiencia notablemente altos. En 1992, a Turner le diagnosticaron cáncer de garganta y murió a causa de la enfermedad tres años después, a los 74 años.

## Vida y carrera

### 1921-1936: Primeros años de vida y educación

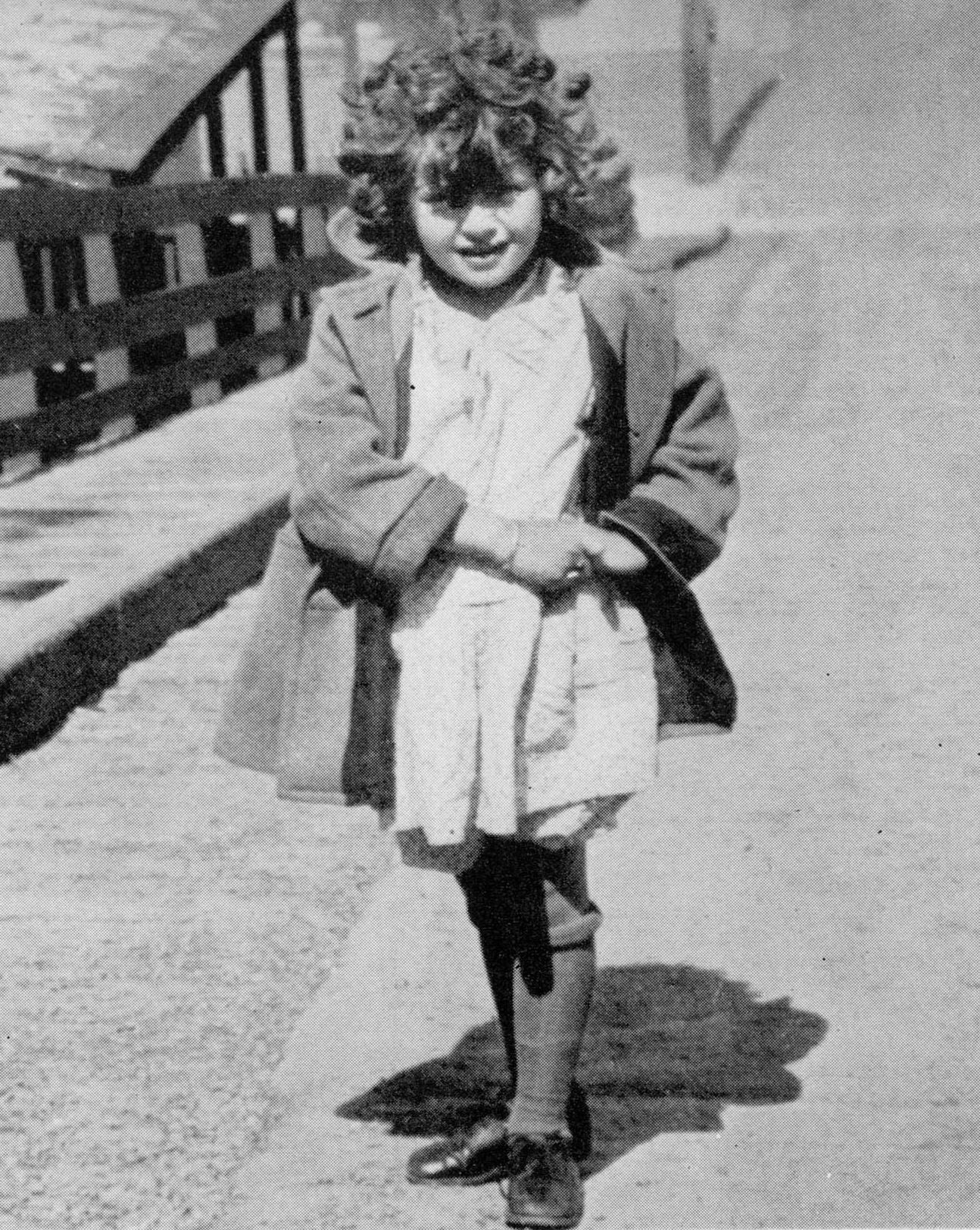
Turner a los cinco años en Wallace, Idaho en 1926.

Lana Turner nació como Julia Jean Turner el 8 de febrero de 1921, en el Hospital Providence en Wallace, Idaho, una pequeña comunidad minera en la región Panhandle de Idaho. Era la única hija de John Virgil Turner, un minero de Montgomery, Alabama de ascendencia holandesa, y Mildred Frances Cowan de Lamar, Arkansas, que tenía ascendencia inglesa, escocesa e irlandesa. A Mildred le faltaban cuatro días para cumplir 17 años cuando dio a luz a su única hija. Los padres de Lana se conocieron cuando Mildred, de 14 años, hija de un inspector de minas, estaba visitando Picher, Oklahoma, con su padre, quien estaba inspeccionando las minas locales allí. John tenía 24 años en ese momento, y el padre de Mildred se opuso al cortejo. Poco después, los dos se fugaron y se mudaron al oeste, estableciéndose en Idaho.
La familia vivía en Burke, Idaho en el momento del nacimiento de Turner, y se mudó a la cercana Wallace en 1925, donde su padre abrió un servicio de tintorería y trabajó en la plata local minas. De niña, Turner era conocida por su familia y amigos como Judy. Expresó interés en actuar a una edad temprana, realizando breves rutinas de baile en la Elks Chapter de su padre en Wallace. A los tres años, realizó una rutina de baile improvisada en un desfile de moda benéfico en el que su madre modelaba.
La familia Turner tuvo problemas económicos y se mudó a San Francisco cuando ella tenía seis años, después de lo cual sus padres se separaron. El 14 de diciembre de 1930, su padre ganó algo de dinero en un juego de craps ambulante, metió sus ganancias en su calcetín izquierdo y se dirigió a casa. Más tarde lo encontraron muerto a golpes en la esquina de las calles Minnesota y Mariposa, en el borde de la Potrero Hill de San Francisco y el distrito Dogpatch, sin su zapato izquierdo y calcetín. Su robo y homicidio nunca se resolvieron, y su muerte tuvo un profundo efecto en Turner. «Sé que la dulzura y la alegría de mi padre, su calidez y su tragedia, nunca han estado lejos de mí», dijo más tarde. «Eso, y una sensación de pérdida y de crecer demasiado rápido».
Turner a veces vivía con amigos de la familia o conocidos para que su madre empobrecida pudiera ahorrar dinero. También se mudaban con frecuencia, por un tiempo viviendo en Sacramento y en todo el Área de la Bahía de San Francisco. Después de la muerte de su padre, Turner vivió durante un tiempo en Modesto con una familia que abusaba físicamente de ella y «la trataba como una sirvienta». Su madre trabajaba 80 horas a la semana como esteticista para mantenerse a ella y a su hija, y Turner recordó que a veces «vivió a base de galletas y leche durante media semana».
Aunque bautizada como protestante al nacer, Turner asistió a misa con los Hislop, una familia católica con la que su madre la había hospedado temporalmente en Stockton, California. Ella se «entusiasmó» con las prácticas rituales de la iglesia, y cuando tenía siete años, su madre le permitió convertirse formalmente al catolicismo romano. Turner posteriormente asistió al Convento de la Inmaculada Concepción en San Francisco, con la esperanza de convertirse en monja. A mediados de la década de 1930, la madre de Turner desarrolló problemas respiratorios y su médico le aconsejó que se mudara a un clima más seco, por lo que las dos se mudaron a Los Ángeles en 1936.

### 1937-1939: Descubrimiento y primeras películas
| Su cabello era oscuro, desordenado, despeinado. Le temblaban las manos y apenas podía leer el guion. Pero ella tenía esa cualidad limpia y sexy que yo quería. Había algo ardiendo debajo de ese rostro inocente.—– Mervyn LeRoy sobre Turner durante su primera audición en diciembre de 1936. |

El descubrimiento de Turner se considera una leyenda del mundo del espectáculo y parte de la mitología de Hollywood entre los historiadores del cine y la cultura popular. Una versión de la historia dice erróneamente que su descubrimiento ocurrió en la farmacia Schwab, que Turner afirmó que fue el resultado de un error de informe que comenzó a circular en artículos publicados por el columnista Sidney Skolsky.
Según el propio relato de Turner, ella era estudiante de tercer año en Hollywood High School cuando se saltó una clase de mecanografía y compró una Coca-Cola en Top Hat Malt Shop ubicado en la esquina sureste de Sunset Boulevard y McCadden Place. Mientras estaba en la tienda, fue descubierta por William R. Wilkerson, editor de The Hollywood Reporter. Wilkerson se sintió atraído por su belleza y físico, y le preguntó si estaba interesada en aparecer en películas, a lo que ella respondió: «Tendré que preguntarle a mi madre primero». Con el permiso de su madre, Wilkerson remitió a Turner al actor/comediante/agente de talentos Zeppo Marx.
En diciembre de 1936, Marx le presentó a Turner al director de cine Mervyn LeRoy, quien la firmó con un contrato semanal de $50 con Warner Bros. el 22 de febrero de 1937 ($1060 en 2023 dólares ). Pronto se convirtió en protegida de LeRoy, quien le sugirió que tomara el nombre artístico de Lana Turner, un nombre que adoptaría legalmente varios años después.

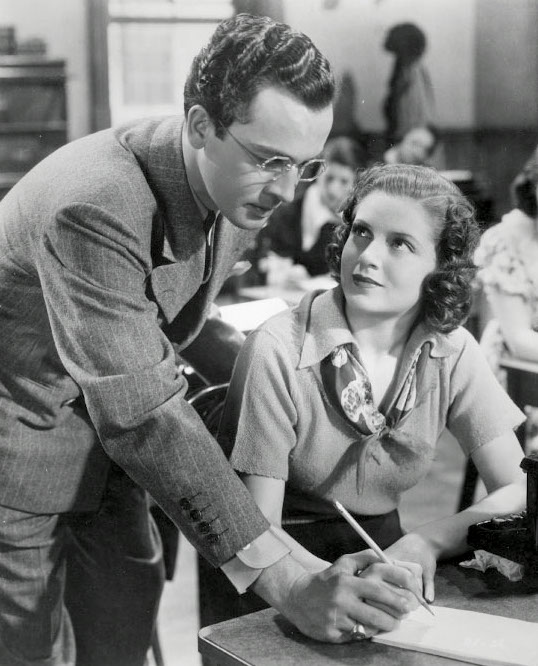
Edward Norris y Turner en They Won't Forget (1937), su debut cinematográfico.

Turner hizo su debut cinematográfico en They Won't Forget (1937), de LeRoy, un drama criminal en el que interpretó a una adolescente víctima de asesinato. Aunque Turner solo apareció en la pantalla durante unos minutos, Wilkerson escribió en The Hollywood Reporter que su actuación «valió más que una nota de pasada». La película le valió el apodo de «Sweater girl» por su atuendo ceñido al cuerpo, que acentuaba su busto. Turner siempre detestó el apodo, y al ver un adelanto vista previa de la película, recordó sentirse profundamente avergonzada y «retorcerse más y más bajo» en su asiento. Dijo que «nunca antes me había visto caminando [...] [Fue] la primera vez que [estuve] consciente de mi cuerpo». Varios años después del estreno de la película, la periodista de Modern Screen Nancy Squire escribió que Turner «hizo que un suéter pareciera algo Cleopatra ahorrando para la próxima visita de César». Poco después de completar They Won't Forget, apareció en la comedia histórica de James Whale The Great Garrick (1937), una película biográfica sobre el actor británico David Garrick, en el que tuvo un pequeño papel interpretando a una actriz haciéndose pasar por camarera.
A fines de 1937, LeRoy fue contratado como ejecutivo en Metro-Goldwyn-Mayer (MGM) y le pidió a Jack L. Warner que permitiera a Turner mudarse con él a MGM. Warner obedeció, ya que creía que Turner no «equivaldría a nada». Turner dejó Warner Bros. y firmó un contrato con MGM por $100 a la semana ($2119 en 2023 dólares ). El mismo año, fue prestada a United Artists para un papel menor como sirvienta en The Adventures of Marco Polo. Su primer papel protagónico para MGM estaba programado para ser una adaptación de The Sea-Wolf, coprotagonizada por Clark Gable, pero el proyecto fue eventualmente archivado. En cambio, fue asignada junto al ídolo adolescente Mickey Rooney y Judy Garland en la película de Andy Hardy Love Finds Andy Hardy (1938). Durante el rodaje, Turner completó sus estudios con un trabajador social educativo, lo que le permitió graduarse de la escuela secundaria ese año. La película fue un éxito de taquilla, y su aparición en él como una coqueta estudiante de secundaria convenció al director del estudio Louis B. Mayer de que Turner podría ser la próxima Jean Harlow, un símbolo sexual que había muerto seis meses antes de la llegada de Turner a MGM.

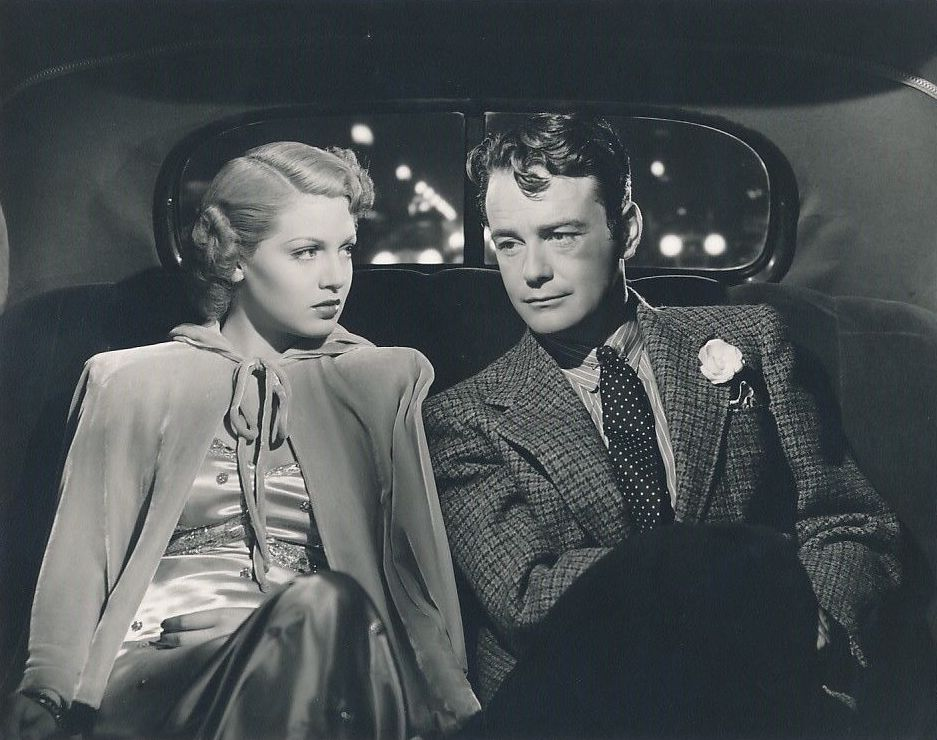
Turner con Lew Ayres en These Glamour Girls (1939).

Mayer ayudó a promover la carrera de Turner al darle papeles en varias películas orientadas a la juventud a fines de la década de 1930, como la comedia Rich Man, Poor Girl (1938) en la que interpretó a la hermana de una mujer pobre enamorada de un hombre rico, y Dramatic School (1938), en la que interpretó a Mado, una estudiante de teatro con problemas. En el primero, se la catalogó como el «Bicho besador de la película de Andy Hardy». Al completar Dramatic School, Turner hizo una prueba de pantalla para el papel de Scarlett O'Hara en Gone with the Wind (1939). Luego fue elegida para un papel secundario como una «niña mala comprensiva» en Calling Dr. Kildare (1939), la segunda entrada de MGM en la serie Dr. Kildare. Esto fue seguido por These Glamour Girls (1939), una comedia en la que interpretó a una taxi bailarina invitada a asistir a un baile con un estudiante masculino en su universidad de élite. El atractivo sexual en pantalla de Turner en la película se reflejó en una reseña en St. Louis Post-Dispatch en el que se la caracterizó como «la respuesta a empuje». En su próxima película, Dancing Co-Ed (1939), a Turner se le dio el primer lugar en el cartel interpretando a Patty Marlow, una bailarina profesional que ingresa una universidad como parte de un concurso nacional de talentos amañado. La película fue un éxito comercial y llevó a Turner a aparecer en la portada de la revista Look.
En febrero de 1940, Turner ganó mucha publicidad cuando se fugó a Las Vegas con el director de orquesta de 28 años Artie Shaw, su coprotagonista en Dancing Co-Ed. Aunque solo se conocían brevemente, Turner recordó estar «conmovida por su elocuencia», y después de su primera cita, los dos decidieron casarse espontáneamente. Su matrimonio solo duró cuatro meses, pero fue muy publicitado y llevó a los ejecutivos de MGM a preocuparse por el «comportamiento impulsivo» de Turner. En la primavera de 1940, después de que ambos se divorciaron, Turner descubrió que estaba embarazada y tuvo un aborto. En la prensa de la época, se notó que había sido hospitalizada por «agotamiento». Más tarde recordaría que Shaw la trató «como una salvaje rubia sin educación, y no se molestó en ocultar su opinión». En medio de su matrimonio con Shaw, protagonizó We Who Are Young, un drama en el que interpretó a una mujer que se casa con su compañero de trabajo contra su política del empleador.

### 1940-1945: Años de guerra y estrellato cinematográfico

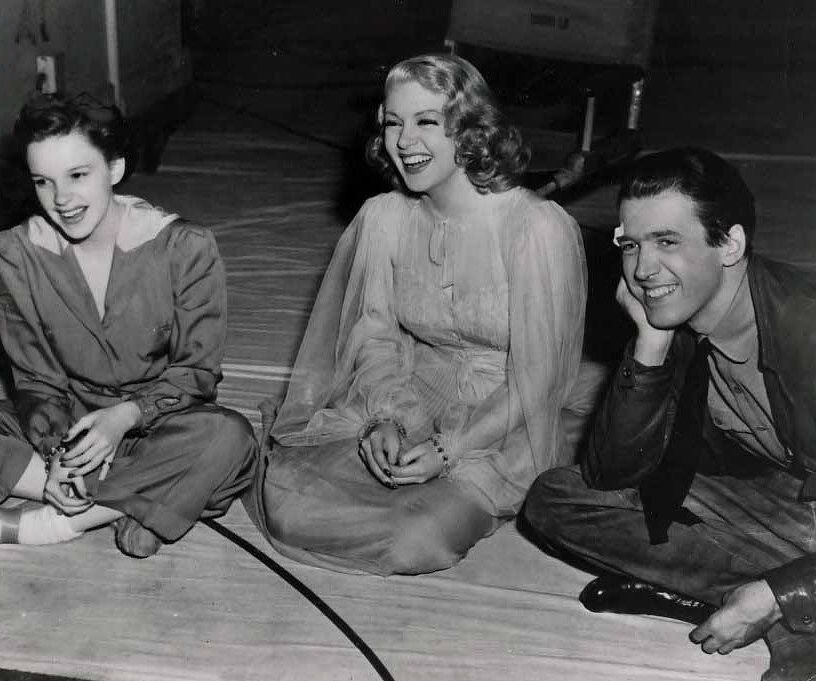
Judy Garland, Turner y James Stewart en el set de Ziegfeld Girl (1941), que precipitó su ascenso en MGM.

En 1940, Turner apareció en su primera película musical, Two Girls on Broadway, en la que recibió la mejor reputación por encima de sus coprotagonistas establecidos Joan Blondell y George Murphy. Una nueva versión de The Broadway Melody, la película se comercializó como el «papel más candente y atrevido» de Turner. Al año siguiente, tuvo un papel principal en su segundo musical, Ziegfeld Girl, junto a James Stewart, Judy Garland y Hedy Lamarr. En la película, interpretó a Sheila Regan, una aspirante a actriz alcohólica basada en Lillian Lorraine. Ziegfeld Girl marcó un cambio personal y profesional para Turner; ella afirmó que fue el primer papel que la hizo «interesarse en la actuación», y el estudio, impresionado por su actuación, promocionó la película como presentando a ella en «el mejor papel de la película más grande que será lanzada por la compañía más grande de la industria». Los altos rendimientos de taquilla de la película elevaron la rentabilidad de Turner, y MGM le dio un aumento de salario semanal a $1500, así como un maquillador personal y un tráiler ($29 013 en dólares de 2021). Después de completar la película, Turner y su coprotagonista Garland siguieron siendo amigas de toda la vida y vivieron en casas contiguas entre sí en la década de 1950.
Tras el éxito de Ziegfeld Girl, Turner asumió un papel secundario como ingénue en Dr. Jekyll y Mr. Hyde (1941), una película de terror influenciada por Freudian, junto a Spencer Tracy e Ingrid Bergman. MGM inicialmente eligió a Turner para el papel principal, pero Tracy solicitó específicamente a Bergman para el papel. El estudio volvió a elegir a Turner para el papel más pequeño, aunque aún le dieron la mejor facturación. Si bien la película fue un éxito financiero, Time la revista la criticó, llamándolo «una resurrección pretenciosa del macabro clásico de Robert Louis Stevenson [...] En cuanto a Lana Turner, completamente vestida para variar, y el resto del elenco [...] son tan de madera como sus papeles».
Luego, Turner participó en el western Honky Tonk (1941), la primera de cuatro películas en las que protagonizaría junto a Clark Gable. Los éxitos de las películas de Turner-Gable a menudo se vieron incrementados por los rumores de las columnas de chismes sobre una relación entre los dos. En enero de 1942, comenzó a filmar su segunda foto con Gable, titulada Somewhere I'll Find You; sin embargo, la producción se detuvo durante varias semanas después de la muerte de la esposa de Gable, Carole Lombard, en un accidente aéreo. Mientras tanto, la prensa seguía alimentando los rumores de que Turner y Gable eran románticos fuera de la pantalla, lo que Turner negó con vehemencia. «Adoraba al Sr. Gable, pero éramos [solo] amigos», recordó más tarde. «Cuando llegaron las seis, él se fue por su camino y yo por el mío».
Su siguiente proyecto fue Johnny Eager (1941), una violenta película de mafiosos en la que interpretó a una socialité. James Agee de la revista Time criticó la actuación del coprotagonista Robert Taylor y señaló: «Turner tiene una discapacidad similar: Metro ha envuelto sus mejores atributos en una toga, jura que se convertirá en actriz, o de lo contrario. En estas circunstancias adversas, las estrellas Taylor y Turner están trabajando en secreto».

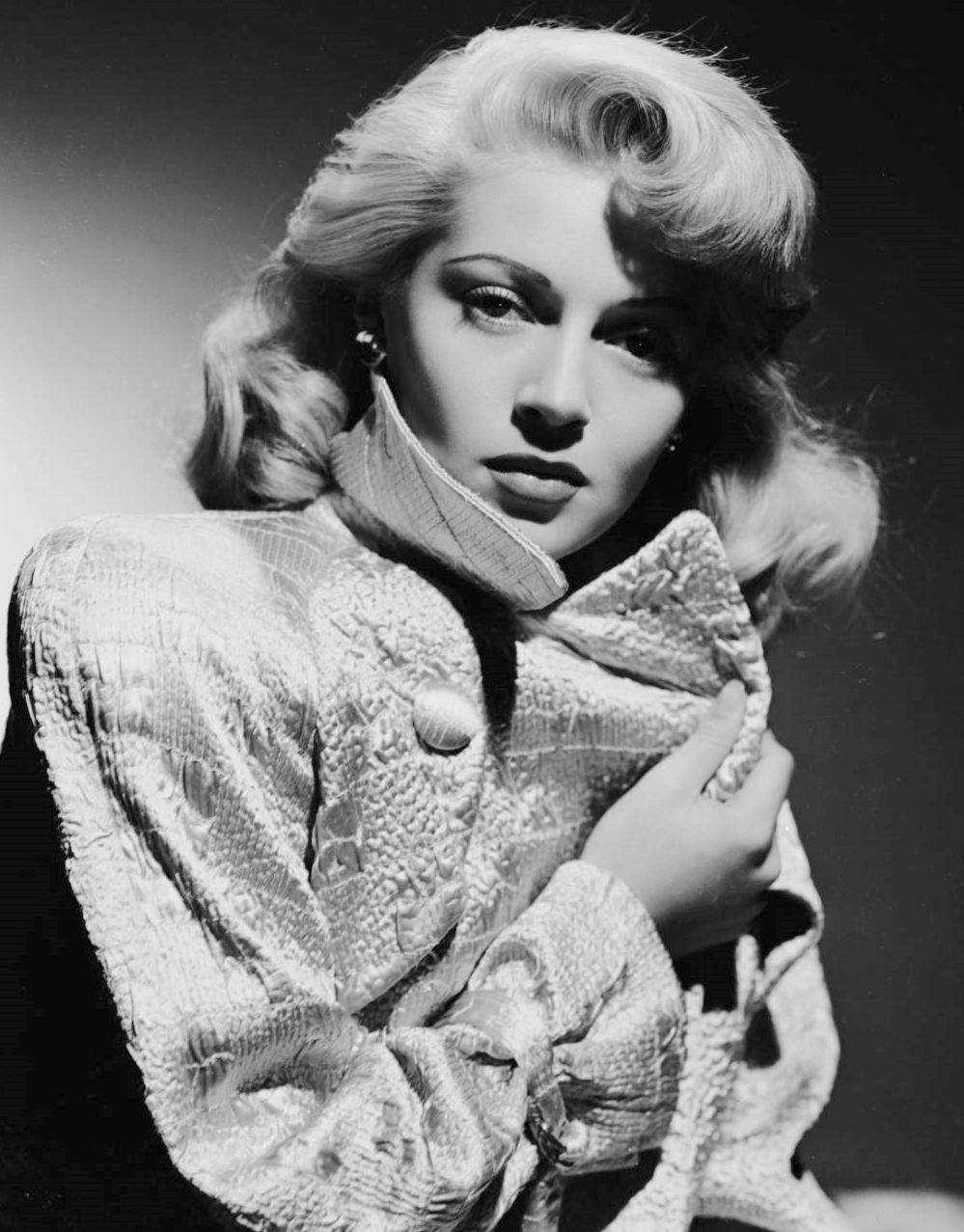
Turner en 1943.

Con el advenimiento de la participación de Estados Unidos en la Segunda Guerra Mundial, la creciente prominencia de Turner en Hollywood la llevó a convertirse en una chica pin-up, y su imagen apareció pintada en las narices de los aviones de combate de Estados Unidos, con el apodo de «Tempest Turner». En junio de 1942, se embarcó en una gira de bonos de guerra de 10 semanas por el oeste de los Estados Unidos con Gable. Durante la gira, ella comenzó a prometer besos a los compradores de bonos de guerra más importantes; mientras vendía bonos en el Pioneer Courthouse en Portland, Oregón, vendió un bono de $5,000 a un hombre por dos besos, y otro a un anciano por $50,000.
Al llegar para vender bonos en su ciudad natal de Wallace, Idaho, fue recibida con una pancarta que decía «Bienvenida a casa, Lana», seguida de una gran celebración durante la cual el alcalde declaró un feriado en su honor. Al completar la gira, Turner había vendido $5,25 millones en bonos de guerra.
A lo largo de la guerra, Turner continuó haciendo apariciones regulares en eventos de tropas estadounidenses y bases de área, aunque les confió a sus amigos que encontraba emocionalmente difícil visitar las salas de hospital de soldados heridos.
Durante la Segunda Guerra Mundial, MGM había «adoptado» al Escuadrón León 427 de la Real Fuerza Aérea Canadiense. Muchos de los aviones tenían dedicatorias o arte en la nariz en honor a las estrellas de MGM. Un bombardero Handley-Page Halifax «London's Revenge» DK186 ZL L llevó el nombre de Lana Turner a la batalla sobre Alemania.
En julio de 1942, Turner conoció a su segundo marido, el actor convertido en restaurador Joseph Stephen Crane, en una cena en Los Ángeles. Los dos se fugaron a Las Vegas una semana después de que comenzaron a salir. Turner anuló su matrimonio cuatro meses después al descubrir que el divorcio anterior de Crane aún no había concluido. Después de descubrir que estaba embarazada en noviembre de 1942, Turner se volvió a casar con Crane en Tijuana en marzo de 1943. Durante su embarazo temprano, filmó la comedia Marriage Is a Private Affair, en la que interpretó a una mujer despreocupada que lucha por equilibrar su nueva vida como madre. Aunque quería tener varios hijos, Turner tenía sangre Rh negativa, que causó anemia fetal y dificultó el embarazo a término. Los médicos instaron a Turner a someterse a un aborto terapéutico para evitar complicaciones potencialmente mortales, pero logró llevar al bebé a término. Dio a luz a una hija, Cheryl, el 25 de julio de 1943. La afección sanguínea de Turner provocó que Cheryl naciera con una eritroblastosis fetal casi fatal.

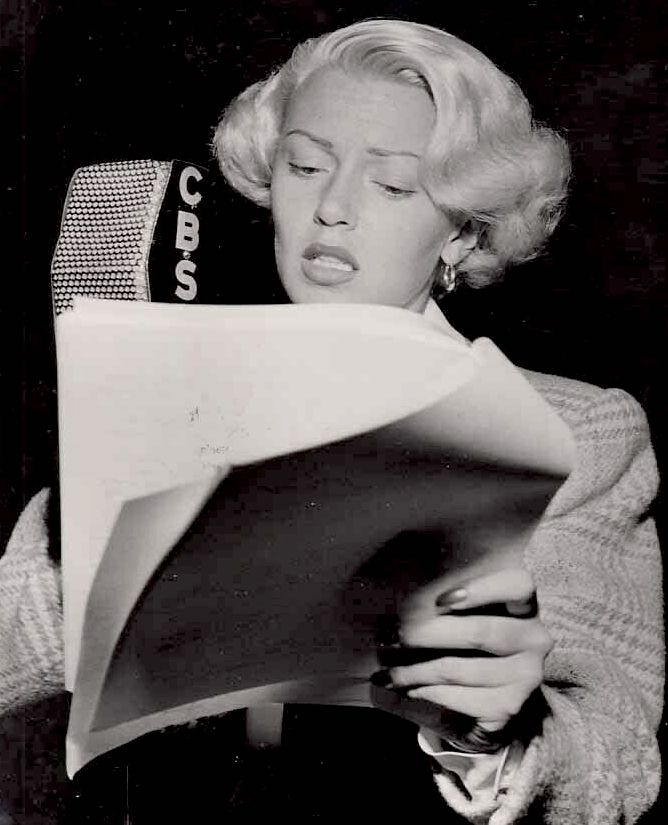
Turner actuando en el programa de radio Suspense en 1945.

Mientras tanto, la publicidad sobre el nuevo matrimonio de Turner con Crane llevó a MGM a resaltar su imagen como símbolo sexual en Slightly Dangerous (1943), con Robert Young, Walter Brennan y Dame May Whitty, en la que interpretó a una mujer que se muda a la ciudad de Nueva York y se hace pasar por la hija perdida de un millonario. Estrenada en medio del embarazo de Turner, la película fue un éxito financiero pero recibió críticas mixtas, con Bosley Crowther de The New York Times escribiendo: «No menos de cuatro escritores de Metro debieron devanarse los sesos durante cinco minutos para idear la fábula de la pobreza a la riqueza [...] De hecho, hay motivos para sospechar que ni siquiera se molestaron en pensar». La crítica Anita Loos elogió la película de Turner actuación en la película, escribiendo: «Lana Turner tipifica el encanto moderno. Ella es la vampiresa de hoy como Theda Bara lo fue ayer. Sin embargo, ella no se parece a un vampiro. Es mucho más letal porque permite que su público se relaje».
En agosto de 1944, Turner se divorció de Crane, citando su juego y su desempleo como razones principales. Una demócrata de por vida, pasó el resto del año de campaña para Franklin D. Roosevelt durante las elecciones presidenciales de 1944. En 1945, coprotagonizó con Laraine Day y Susan Peters en Keep Your Powder Dry, un drama de guerra sobre tres mujeres dispares que se unen al Cuerpo de Mujeres del Ejército. Ella era entonces elegida como la protagonista femenina en Week-End at the Waldorf, una nueva versión libre de Grand Hotel (1932) en la que interpretó a una taquígrafo (un papel originado por Joan Crawford). La película fue un éxito de taquilla.

### 1946-1948: Expansión a papeles dramáticos

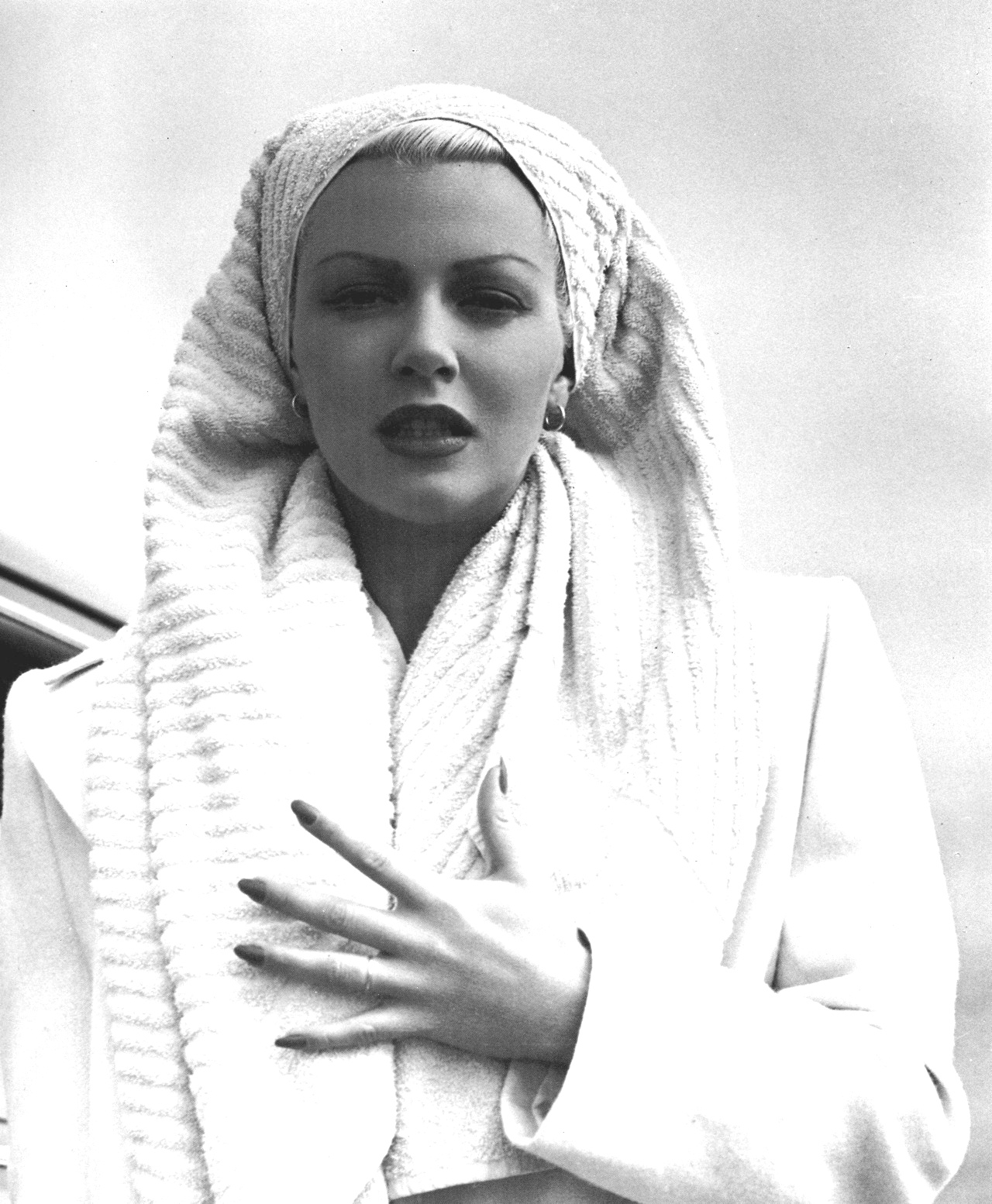
Turner como Cora Smith en The Postman Always Rings Twice (1946), considerada por muchos críticos como la interpretación que definió su carrera.

Después de la guerra, Turner interpretó un papel principal junto a John Garfield en The Postman Always Rings Twice, una película negra basado en el debut de James M. Cain novela del mismo nombre. Interpretó a Cora, una mujer ambiciosa casada con un anciano y pesado dueño de una calle comensal, que se enamora de un vagabundo y su deseo de estar juntos los motiva a asesinar a su marido. El clásico del cine negro marcó un punto de inflexión en la carrera de Turner como su primera femme fatale papel. Las reseñas de la película, incluida la actuación de Turner, fueron entusiastas, con Bos ley Crowther de The New York Times escribió que era «el papel de su carrera». La revista Life nombró a la película su «película de la semana» en abril de 1946, y señaló que tanto Turner como Garfield fueron «elegidos adecuadamente» y «toman el control de la pantalla, [creando] más fuegos artificiales que el 4 de julio». Turner comentó sobre su decisión de asumir el papel:

Finalmente me cansé de hacer películas donde todo lo que hacía era caminar por la pantalla y lucir bonita. Tuve una gran oportunidad de actuar de verdad en The Postman Always Rings Twice, y no voy a retroceder si puedo evitarlo. Traté de persuadir al estudio para que me diera algo diferente. Pero cada vez que comenzaba mi discusión sobre lo mala que era una película, decían: «bueno, está haciendo una fortuna». Eso me convenció.

The Postman Always Rings Twice se convirtió en un gran éxito de taquilla, lo que llevó al estudio a tomar más riesgos con Turner, apartándola de los glamorosos papeles de símbolo sexual por los que se la conocía. En agosto de 1946, se anunció que reemplazaría a Katharine Hepburn en el drama histórico de gran presupuesto Green Dolphin Street (1947), un papel para el que oscureció su cabello y perdió 15 libras. La película fue producida por Carey Wilson, quien insistió en elegir a Turner basándose en su actuación en The Postman Always Rings Twice. En la película, interpretó a la hija de un rico patriarca que busca una relación con un hombre enamorado de su hermana. Más tarde, Turner recordó que estaba sorprendida por reemplazar a Hepburn y dijo: «Soy la actriz menos Hepburn del lote. Pero era justo lo que quería hacer». Fue su primer papel protagónico que no se centraba en su apariencia. En una entrevista, Turner dijo: «Incluso salgo a correr por las junglas de Nueva Zelanda con un vestido sucio y andrajoso. No uso maquillaje y mi cabello es un desastre». Sin embargo, ella insistió en que no renunciaría a su imagen glamorosa. En medio de la filmación de Green Dolphin Street, Turner comenzó una aventura con el actor Tyrone Power, a quien consideraba el amor de su vida. Descubrió que estaba embarazada del hijo de Power en el otoño de 1947, pero decidió abortar. Durante este tiempo, también tuvo aventuras románticas con Frank Sinatra y Howard Hughes, el último de los cuales duró 12 semanas a finales de 1946.

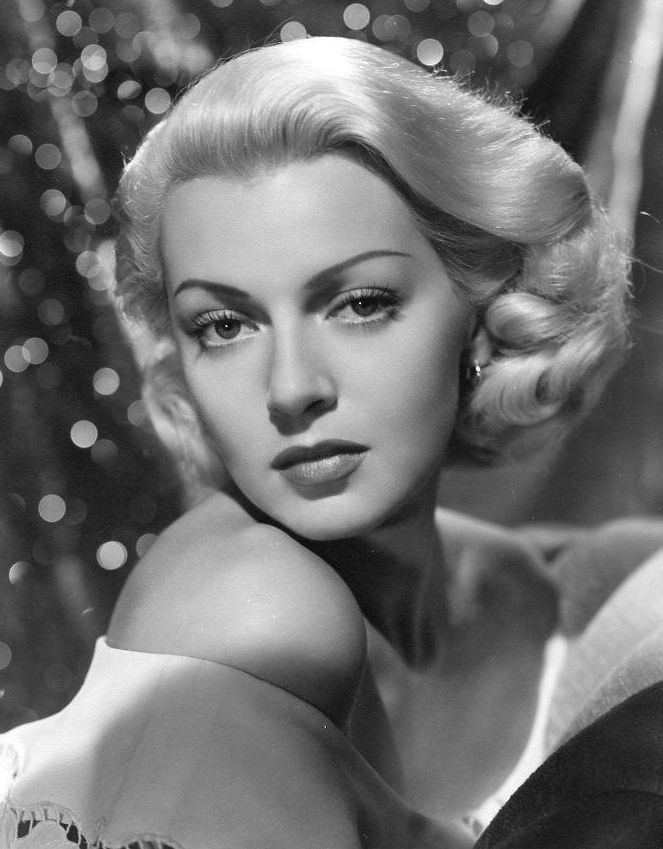
Turner en un retrato publicitario de 1940.

La siguiente película de Turner fue el drama romántico Cass Timberlane, en el que interpretó a una joven enamorada de un juez mayor, un papel para el que Jennifer Jones, Vivien Leigh y Virginia Grey también se había considerado. A principios de 1946, Turner estaba lista para el papel, pero los horarios con Green Dolphin Street casi le prohibieron tomarlo y, a finales de 1946, casi fue reformulada. La producción de Cass Timberlane fue agotadora para Turner, porque se rodó entre las tomas de Green Dolphin Street. Cass Timberlane le valió a Turner críticas favorables, con Variety, señalando: «Turner es la sorpresa de la imagen a través de su mejor actuación teatral. En un papel que le permite pasar de marimacho a los dolores del parto y de ser la mujer de otro hombre a la esposa arrepentida, rara vez deja de desempeñarse de manera meritoria».
En agosto de 1947, inmediatamente después de terminar Cass Timberlane, Turner accedió a aparecer como la protagonista femenina en el drama romántico ambientado en la Segunda Guerra Mundial Homecoming (1948), en la que nuevamente fue emparejada con Clark Gable, interpretando a una teniente del ejército que se enamora de un cirujano estadounidense (Gable). Fue la primera elección del estudio para el papel, pero se mostró reacia a ofrecérselo, considerando su agenda sobrecargada. Homecoming fue bien recibido por el público, y Turner y Gable fueron apodados «el equipo que genera vapor». En este período, Turner estaba en el cenit de su carrera cinematográfica y no solo era la estrella más popular de MGM, sino también una de las diez mujeres mejor pagadas. en los Estados Unidos, con ganancias anuales de $226,000.

### 1948-1952: Cambio de marca del estudio y luchas personales
A finales de 1947, Turner interpretó a Milady de Winter en The Three Musketeers, su primera película en Technicolor. Durante esta época, comenzó a salir con Henry J. «Bob» Topping Jr., un socialité millonario miembro de la alta sociedad y hermano del propietario de los New York Yankees, Dan Topping, y nieto del magnate de la hojalata Daniel G. Reid. Topping le propuso matrimonio en el 21 Club en la ciudad de Nueva York dejando caer un anillo de diamantes en su martini, y se casaron poco después, en abril de 1948, en la mansión de la familia Topping en Greenwich, Connecticut. Las celebraciones de la boda de Turner interfirieron con su programa de filmación de The Three Musketeers y llegó al plató con tres días de retraso. El director del estudio, Louis B. Mayer, amenazó con suspender su contrato, pero Turner logró aprovechar su sorteo de taquilla con MGM para negociar una expansión de su papel en la película, así como un aumento salarial de $5,000 por semana ($60,678 en dólares de 2021). The Three Musketeers se convirtió en un éxito de taquilla, recaudando 4,5 millones de dólares ($54,610,283 en dólares de 2021), pero Mayer suspendió temporalmente el contrato de Turner después de la producción terminado. Después del lanzamiento de The Three Musketeers, Turner descubrió que estaba embarazada; a principios de 1949, tuvo un trabajo de parto prematuro y dio a luz a un niño que nació muerto en la ciudad de Nueva York.

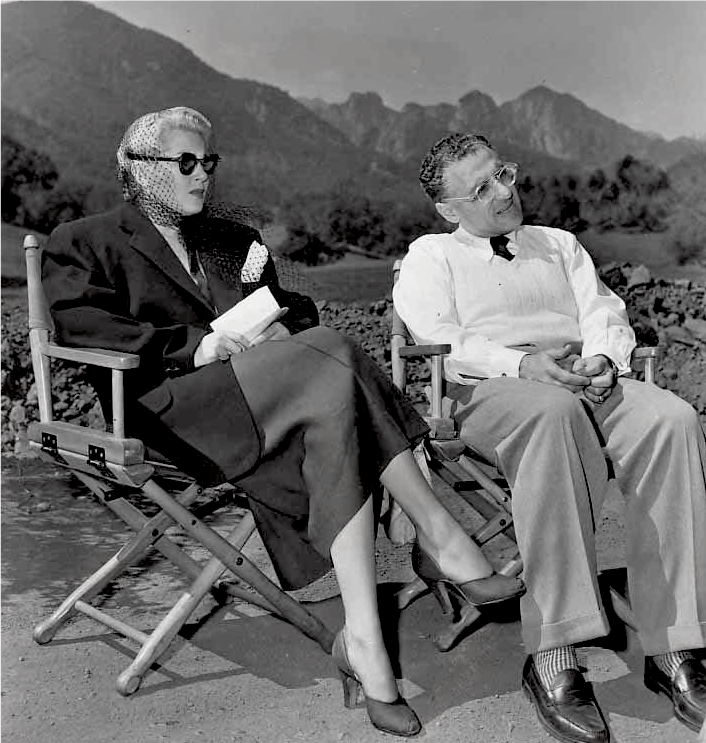
Turner con George Cukor en el set de A Life of Her Own (1950).

En 1949, Turner iba a protagonizar A Life of Her Own (1950), un drama dirigido por George Cukor sobre una mujer que aspira a ser modelo en la ciudad de Nueva York. El proyecto se archivó durante varios meses y Turner dijo a los periodistas en diciembre de 1949: «Todo el mundo está de acuerdo en que el guion sigue siendo un montón de basura. Estoy ansiosa por empezar. Para cuando salga este, serán casi tres años desde la última vez que aparecí en la pantalla, en The Three Musketeers. No creo que sea saludable permanecer tanto tiempo fuera de la pantalla». Aunque no estaba entusiasmada con el guion, Turner accedió a aparecer en la película después de que los ejecutivos prometieran que se levantaría su suspensión al hacerlo. A Life of Her Own fue una de las películas menos exitosas de Cukor, recibió críticas desfavorables y bajas ventas de taquilla. El 24 de mayo de 1950, Turner dejó las huellas de sus manos y pies en cemento frente al Grauman's Chinese Theatre.
En respuesta a la mala recepción de A Life of Her Own, MGM intentó cambiar el nombre de Turner escogiéndola para musicales. El primero, Mr. Imperium, estrenada en marzo de 1951, fue un fracaso de taquilla y Turner interpretó a una mujer estadounidense que es cortejada por un príncipe europeo. «El guion era estúpido», recordó. «Luché contra hacer la película, pero perdí». Le valió críticas desfavorables, con un crítico de St. Petersburg Times: «Sin Lana Turner, Mr. Imperium [...] sería una mejor imagen».
Durante este período, las finanzas personales de Turner estaban en desorden y se enfrentaba a la bancarrota. Sufriendo de depresión por su carrera y problemas financieros, intentó suicidarse en septiembre de 1951 al cortarse las venas en un baño cerrado con llave. Su gerente comercial, Benton Cole, la salvó, derribó la puerta del baño y llamó a los servicios médicos de emergencia. Al año siguiente, comenzó a filmar su segundo musical, The Merry Widow. Durante el rodaje, Turner comenzó una aventura con su coprotagonista Fernando Lamas, que terminó después de que Lamas la agrediera físicamente; el incidente también provocó que Lamas perdiera su contrato con MGM tras la finalización de la producción. The Merry Widow resultó tener más éxito comercial que el musical anterior de Turner, Mr. Imperium, a pesar de recibir críticas desfavorables.
El siguiente proyecto de Turner fue junto a Kirk Douglas en The Bad and the Beautiful (1952) de Vincente Minnelli, un drama centrado en el ascenso y la caída de un magnate del cine de Hollywood, en la que Turner interpretó a una estrella de cine alcohólica. The Bad and the Beautiful fue un éxito comercial y de crítica, y le valió críticas favorables. Poco más de una semana antes del estreno de la película en diciembre de 1952, Turner se divorció de su tercer marido, Bob Topping. Más tarde afirmó que el problema con la bebida de Topping y el juego excesivo fueron su ímpetu para el divorcio. Su próximo proyecto cinematográfico fue Latin Lovers (1953), un musical romántico en el que originalmente se había elegido a Lamas. Fue reemplazado por Ricardo Montalbán.

### 1953-1957: Salida de MGM y resurgimiento de la película
En la primavera de 1953, Turner se mudó a Europa durante 18 meses para hacer dos películas con un crédito fiscal para producciones estadounidenses filmadas en el extranjero. Las películas fueron Flame and the Flesh, en la que interpretó a una mujer manipuladora que se aprovecha de un músico, y Betrayed, un thriller de espionaje ambientado en los Países Bajos ocupados por los nazis; este último marcó la cuarta y última aparición cinematográfica de Turner junto a Clark Gable. En The New York Times, Bosley Crowther escribió sobre Betrayed: «En el momento en que esta imagen llega a determinar si el traidor es la señorita Turner o el Sr. Maduro, ha llevado a la audiencia a través de una cantidad tan larga y tediosa de detalles que no solo ha deshilachado toda la tensión posible sino que ha agravado paciencia también». Al regresar a los Estados Unidos en septiembre de 1953, Turner se casó con el actor Lex Barker, con quien había estado saliendo desde su primer encuentro en una fiesta organizada por Marion Davies en el verano de 1952.

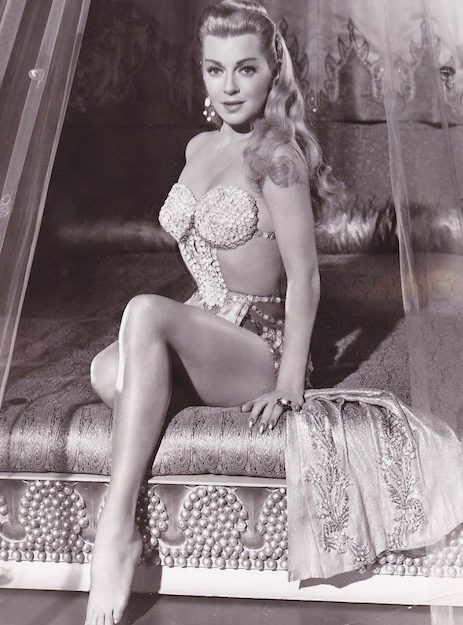
Turner en The Prodigal (1955).

En 1955, la nueva jefa de estudio de MGM Dore Schary hizo que Turner interpretara a una tentadora pagana en la epopeya bíblica The Prodigal (1955), su primera función en CinemaScope. Se mostró reacia a aparecer en la película debido al escaso vestuario «atroz» y las líneas «estúpidas» del personaje, y durante el rodaje luchó por llevarse bien con su coprotagonista Edmund Purdom, a quien luego describió como «un hombre joven con una opinión muy alta de sí mismo». Variety consideró la película como «un espectáculo a gran escala [...] Sin embargo, el resultado final de todo este pulido extravagante es un entretenimiento justo». A continuación, Turner participó en el elenco de The Sea Chase (1955) de John Farrow, una película de aventuras protagonizada por John Wayne, en la que interpretó a una mujer fatal espía a bordo de un barco. La película, estrenada un mes después de The Prodigal, fue un éxito comercial.
Luego, MGM le dio a Turner el papel principal de Diane de Poitiers en el drama de época Diane (1956), que originalmente había sido adquirido por el estudio en la década de 1930 para Greta Garbo. Después de completar Diane, Turner fue cedida a 20th Century-Fox para encabezar The Rains of Ranchipur. (1955), una nueva versión de The Rains Came (1939), interpretando a la esposa de un aristócrata en el British Raj junto a Richard Burton. La producción se apresuró para acomodar un lanzamiento navideño y se completó en solo tres meses, pero recibió críticas desfavorables de los críticos. Mientras tanto, Diane se sometió a una proyección de prueba a fines de diciembre de 1955 y recibió una respuesta deficiente del público. Aunque se elaboró una elaborada campaña de marketing para promocionar la película, fue un fracaso de taquilla, y MGM anunció en febrero de 1956 que sería optando por no renovar el contrato de Turner. Turner le dijo alegremente a un reportero en ese momento que estaba «dando vueltas aturdida. Me he levantado. Después de 18 años en MGM, Soy agente libre [...] Solía ir de rodillas a la oficina principal y decir, por favor, denme una historia decente. Trabajaré gratis, solo denme una buena historia. Entonces, ¿qué pasó? La última vez que rogué por una buena historia me dieron The Prodigal». En el momento de la rescisión de su contrato, las películas de Turner le habían ganado al estudio más de $50 millones.

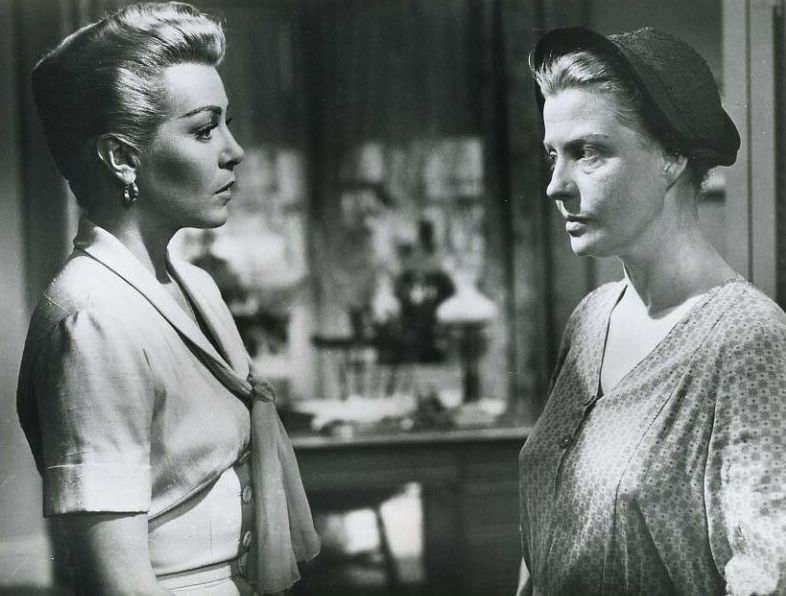
Turner y Betty Field en Peyton Place (1957), que le valió a Turner una nominación al Premio Óscar.

En 1956, Turner descubrió que estaba embarazada del hijo de Barker, pero dio a luz a una niña que nació muerta a los siete meses de embarazo. En julio de 1957, solicitó el divorcio de Barker después de que su hija Cheryl alegara que él la había abusado sexualmente y violado regularmente durante el transcurso de su matrimonio. Según Cheryl, Turner enfrentó a Barker antes de obligarlo a salir de su casa a punta de pistola. Semanas después de su divorcio, Turner comenzó a filmar Peyton Place de 20th Century-Fox, en la que había sido elegida para el papel principal de Constance MacKenzie, una madre de Nueva Inglaterra que lucha por mantener una relación con su hija adolescente. La película, dirigida por Mark Robson, fue adaptada de la novela homónima más vendida de Grace Metalious. Estrenada en diciembre de 1957, Peyton Place fue un gran éxito de éxito de taquilla, lo que funcionó a favor de Turner, ya que había aceptado a recibir un porcentaje de las ganancias totales de la película en lugar de un salario. También recibió elogios de la crítica, con Variety señalando que «Turner se ve elegante» y «se registra con fuerza», y, por primera y única vez, fue nominada a un Premio Óscar a la mejor actriz. Aunque agradecida por la nominación, Turner diría más tarde que sentía que no era «uno de mis mejores papeles».

### 1958-1959: Escándalo de homicidio de Johnny Stompanato

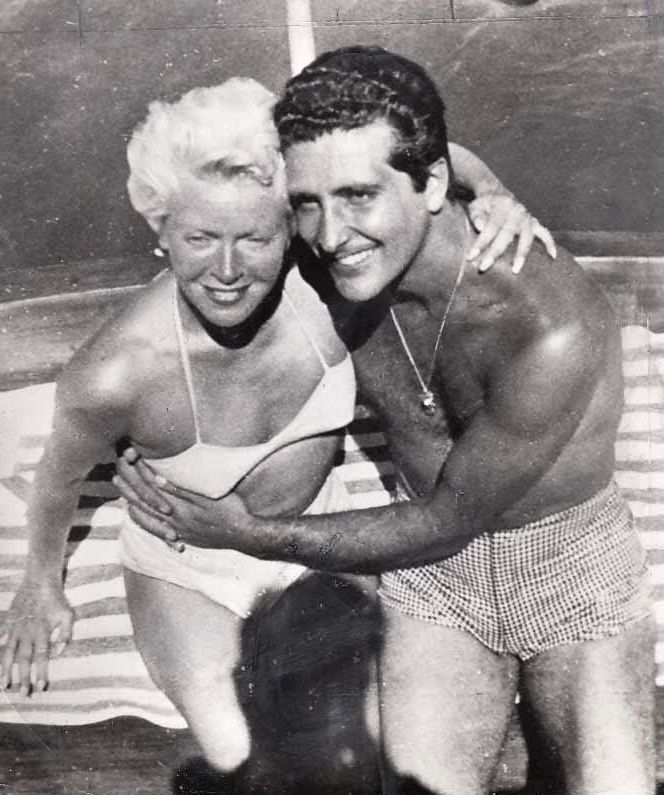
Turner y Stompanato en Acapulco el 1 de abril de 1958, cuatro días antes de ser apuñalado a muerte por la hija de Turner.

En enero de 1958, Paramount Pictures estrenó The Lady Takes a Flyer, una comedia romántica en la que Turner interpretó a una mujer piloto. Mientras filmaba la película la primavera anterior, había comenzado a recibir llamadas telefónicas y flores en el set del mafioso Johnny Stompanato, usando el nombre «John Steele». Stompanato tenía estrechos vínculos con el hampa de Los Ángeles y el gánster Mickey Cohen, y temía que la disuadiría de salir con él. Persiguió a Turner agresivamente, enviándole varios regalos. Turner estaba «completamente intrigada» y comenzó a salir casualmente con él. Después de que un amigo le informó quién era realmente Stompanato, ella lo enfrentó y trató de terminar con la aventura. Stompanato no se desanimó fácilmente, y durante el año siguiente, mantuvieron una relación llena de violentas discusiones, abuso físico y reconciliaciones reiteradas. Turner también afirmaría que en una ocasión la drogó y tomó fotografías de ella desnuda mientras estaba inconsciente, potencialmente para usarlas como chantaje.
En septiembre de 1957, Stompanato visitó a Turner en Londres, donde estaba filmando Another Time, Another Place, coprotagonizada por Sean Connery. Su reunión fue inicialmente feliz, pero pronto comenzaron a pelear. Stompanato comenzó a sospechar cuando Turner no le permitió visitar el set y, durante una pelea violenta, trató de estrangularla. Para evitar más confrontaciones, su maquillador Del Armstrong llamó a Scotland Yard para que deportaran a Stompanato. Stompanato se enteró del plan y apareció en el set con un arma, amenazándola a ella y a Connery. Connery respondió arrebatando el arma de la mano de Stompanato y torciendo su muñeca, haciendo que saliera corriendo del set. Turner y Armstrong regresaron más tarde con dos detectives de Scotland Yard a la casa alquilada donde se alojaban ella y Stompanato. Los detectives aconsejaron a Stompanato que se fuera y lo escoltaron fuera de la casa y al aeropuerto, donde abordó un avión de regreso a los Estados Unidos.
En la tarde del 26 de marzo de 1958, Turner asistió a los Premios Óscar para observar su nominación por Peyton Place y presentar el premio al Mejor actor de reparto. Stompanato, enojado porque no asistió con ella, esperó su regreso a casa esa noche, después de lo cual la agredió físicamente. Alrededor de las 8:00 p. m. el viernes 4 de abril, Stompanato llegó a la casa alquilada de Turner en 730 North Bedford Drive en Beverly Hills. Los dos comenzaron a discutir acaloradamente en el dormitorio, durante la cual Stompanato amenazó con matar a Turner, a su hija Cheryl y a su madre. Temiendo que la vida de su madre estuviera en peligro, Cheryl, que había estado viendo la televisión en una habitación contigua, agarró un cuchillo de cocina y corrió en defensa de Turner.
Según el testimonio proporcionado por Turner, Stompanato murió en el lugar cuando Cheryl, que había estado escuchando la pelea de la pareja detrás de la puerta cerrada, apuñaló a Stompanato en el estómago cuando Turner intentó sacarlo de la habitación. Turner testificó que inicialmente creyó que Cheryl lo había golpeado, pero se dio cuenta de que Stompanato había sido apuñalado cuando colapsó y vio sangre en su camisa.

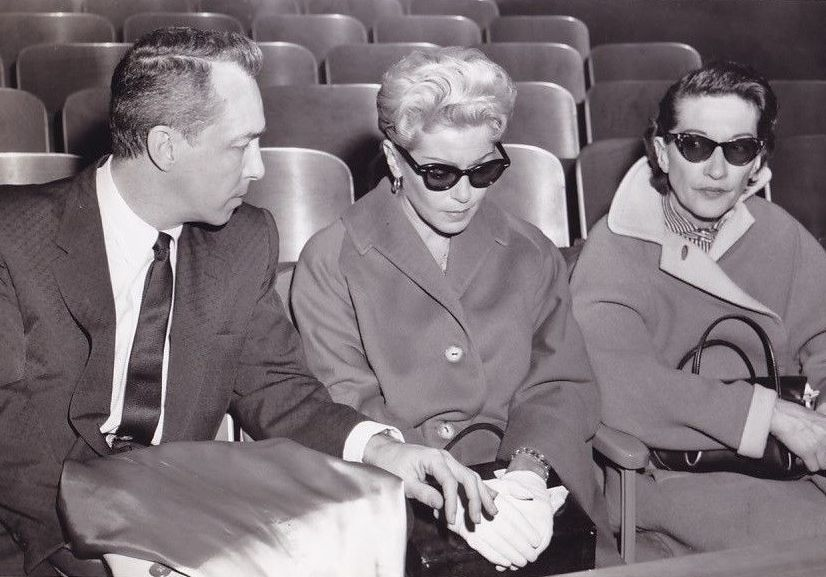
Turner (centro) con su exesposo Steve Crane y su madre Mildred en la audiencia del tribunal de menores de Cheryl el 24 de abril de 1958.

Debido a la fama de Turner y al hecho de que el asesinato involucró a su hija adolescente, el caso se convirtió rápidamente en una sensación mediática. Más de 100 reporteros y periodistas asistieron a la investigación del 12 de abril de 1958, descrito por los asistentes como «casi desenfrenado». Después de cuatro horas de testimonio y aproximadamente 25 minutos de deliberación, el jurado consideró que el asesinato fue un homicidio justificable. Cheryl permaneció bajo la tutela temporal del tribunal hasta el 24 de abril, cuando se llevó a cabo una audiencia en el tribunal de menores, durante el cual el juez expresó su preocupación por recibir «supervisión parental adecuada». Finalmente, fue entregada al cuidado de su abuela y se le ordenó visitar regularmente a un psiquiatra junto con sus padres.
Aunque Turner y su hija fueron exoneradas de cualquier delito, la opinión pública sobre el evento fue variada, con numerosas publicaciones que insinúan que el testimonio de Turner en la investigación fue una actuación; La revista Life publicó una foto de Turner testificando en la corte junto con imágenes fijas de ella en escenas de la corte de tres de sus películas. El escándalo también coincidió con el estreno de Another Time, Another Place, y la película tuvo malos ingresos de taquilla y una respuesta crítica mediocre. La familia de Stompanato solicitó una demanda por muerte por negligencia de $750,000 en daños y perjuicios contra Turner y su exmarido, Steve Crane. En la demanda, el hijo de Stompanato alegó que Turner había sido responsable de su muerte y que su hija había asumido la culpa. La demanda se resolvió extrajudicialmente por $20,000 en mayo de 1962. Una novela de 1962 de Harold Robbins titulado Where Love Has Gone y su posterior adaptación cinematográfica se inspiraron en el evento.

### 1959-1965: Éxitos financieros
A raíz de la publicidad negativa relacionada con la muerte de Stompanato, Turner aceptó el papel principal en la nueva versión de Ross Hunter de Imitation of Life (1959) bajo la dirección de Douglas Sirk. Interpretó a una actriz de teatro en apuros que hace sacrificios personales para avanzar en su carrera. La producción fue difícil para Turner debido a los acontecimientos recientes de su vida personal, y sufrió un ataque de pánico el primer día de filmación. Su coprotagonista Juanita Moore recordó que Turner lloró durante tres días después de filmar una escena en la que muere el personaje de Moore. Cuando regresó al set, «tenía la cara tan hinchada que no podía trabajar», dijo Moore.

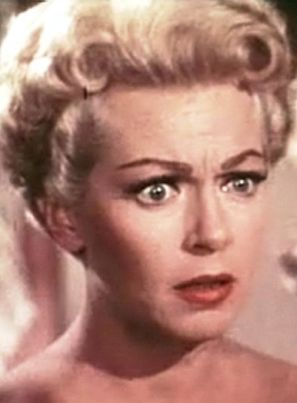
Turner en Imitation of Life (1959).

Lanzado en la primavera de 1959, Imitation of Life fue uno de los mayores éxitos del año y el mayor de la carrera de Turner; al optar por recibir el 50% de las ganancias de la película en lugar de recibir un salario, ganó más de dos millones de dólares. Imitation of Life recaudó más de $50 millones en ingresos de taquilla. Las críticas fueron mixtas, aunque Variety elogió su actuación, escribiendo: «Turner interpreta a un personaje de cambios de humor, y sus cambios son notablemente efectivos, ya que combina amor y comprensión, sinceridad y ambición. El crecimiento de la madurez se refleja claramente en su distinguida interpretación». Los críticos y el público no pudieron evitar notar que las tramas de Peyton Place e Imitation of Life parecían reflejar ciertas partes de la vida privada de Turner, lo que resultó en comparaciones que ella encontró dolorosas. Ambas películas mostraban la relación problemática y complicada entre una madre soltera y su hija adolescente. Durante este tiempo, la hija de Turner, Cheryl, se declaró lesbiana en privado con sus padres, quienes la apoyaron. A pesar de esto, Cheryl se escapó de casa varias veces y la prensa escribió sobre su rebeldía. Preocupada de que todavía sufriera del trauma de la muerte de Stompanato, Turner envió a Cheryl al Institute of Living en Hartford, Connecticut.
Poco antes del lanzamiento deImitation of Life en la primavera de 1959, Turner fue elegida para un papel principal en Anatomy of a Murder de Otto Preminger, pero se retiró del plató por un desacuerdo de vestuario, lo que provocó que abandonara la producción. Fue reemplazada por Lee Remick. En su lugar, Turner asumió un papel principal como una socialité perturbada en la película negra Portrait in Black. (1960) junto a Anthony Quinn y Sandra Dee, que fue un éxito de taquilla a pesar de las malas críticas. Ray Duncan de Independent Star-News escribió que Turner «sufre bastante a través de todo, como una modelo de moda con un s ajustado azada».
En noviembre de 1960, Turner se casó con su quinto marido, Frederick «Fred» May, un ranchero y miembro de la Familia de grandes almacenes May a quien había conocido en una fiesta en la playa en Malibú poco después de filmar Imitation of the Lie. Turner se mudó con él a su rancho en Chino, California, donde los dos cuidaban caballos y otros animales. Al año siguiente, hizo su última película en MGM con Bob Hope en Bachelor in Paradise (1961), una comedia romántica sobre un escritor de investigación (Hope) que trabaja en un libro sobre las esposas de una lujosa comunidad de California; la película recibió una recepción crítica mayoritariamente positiva. Al finalizar la filmación, Turner recolectó los $92,000 restantes de su fondo de pensión con MGM. El mismo año, protagonizó By Love Possessed (1961), basada en una novela superventas de James Gould Cozzens. La película se convirtió en la primera película a bordo que se mostró regularmente en un vuelo de una aerolínea programada cuando TWA se lo mostró a sus pasajeros de primera clase.
A mediados de 1962, Turner filmó Who's Got the Action?, una comedia en la que interpretaba a la esposa de un adicto al juego junto a Dean Martin. En septiembre de ese año, Turner y May se separaron y se divorciaron poco después en octubre. Siguieron siendo amigos a lo largo de su vida posterior. En 1965, conoció al productor y empresario de Hollywood Robert Eaton, que era diez años menor que ella, a través de socios comerciales. Los dos se casaron en junio de ese año en la casa de su familia en Arlington, Virginia.

### 1966-1985: Cine, televisión y teatro posteriores

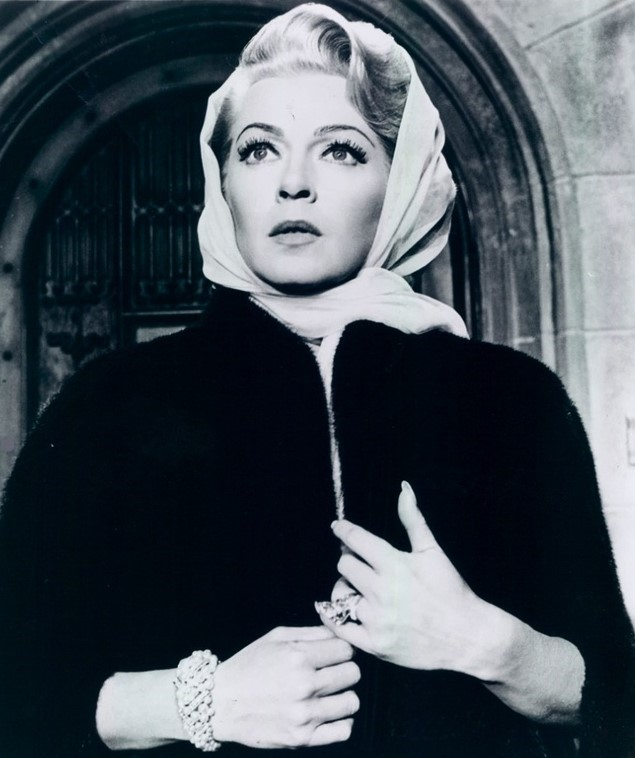
El papel de Turner en Madame X (1966), le valió una placa de oro David di Donatello.

En 1966, Turner tuvo su último papel protagónico importante en la película de drama judicial Madame X, basada en la obra de 1904 de Alexandre Bisson, en la que Turner interpretó a una mujer de clase baja que se casa con una familia adinerada. Una reseña en el Chicago Tribune elogió su actuación, señalando: «Cuando sube al estrado en la escena final de la sala del tribunal (con Keir Dullea), su rostro se asemeja a un jardín de la victoria de un tazón de polvo, es el desenlace más devastador desde que Barbara Fritchie asomó la cabeza por la ventana». Kaspar Monahan de Pittsburgh Press elogiado su actuación, escribiendo: «Su actuación, creo, es de lejos la mejor, incluso calificada para ser considerada para un Óscar en la carrera por los Premios de la Academia del próximo año, a menos que los esnobs de la cultura se unan contra ella». El papel le valió a Turner un premio David di Donatello de oro a la mejor actriz extranjera ese año.
A fines de 1968, comenzó a filmar el thriller de bajo presupuesto El terrón de azúcar (título original The Big Cube), en el que interpretó a una glamorosa heredera a la que su hijastra le administraba LSD con la esperanza de volverla loca y recibir el patrimonio familiar. Un crítico consideró que la actuación de Turner en la película era «tensa y amateur», y la declaró «una de sus actuaciones más pobres». En abril de 1969, Turner solicitó el divorcio de Eaton después cuatro años de matrimonio al descubrir que él le había sido infiel. Semanas después, el 9 de mayo de 1969, se casó con Ronald Pellar, hipnotizador de un club nocturno a quien conoció en una discoteca de Los Ángeles. Según Turner, Pellar (también conocido como Ronald Dante o Dr. Dante) afirmó falsamente haber sido criado en Singapur y tener un doctorado en psicología.

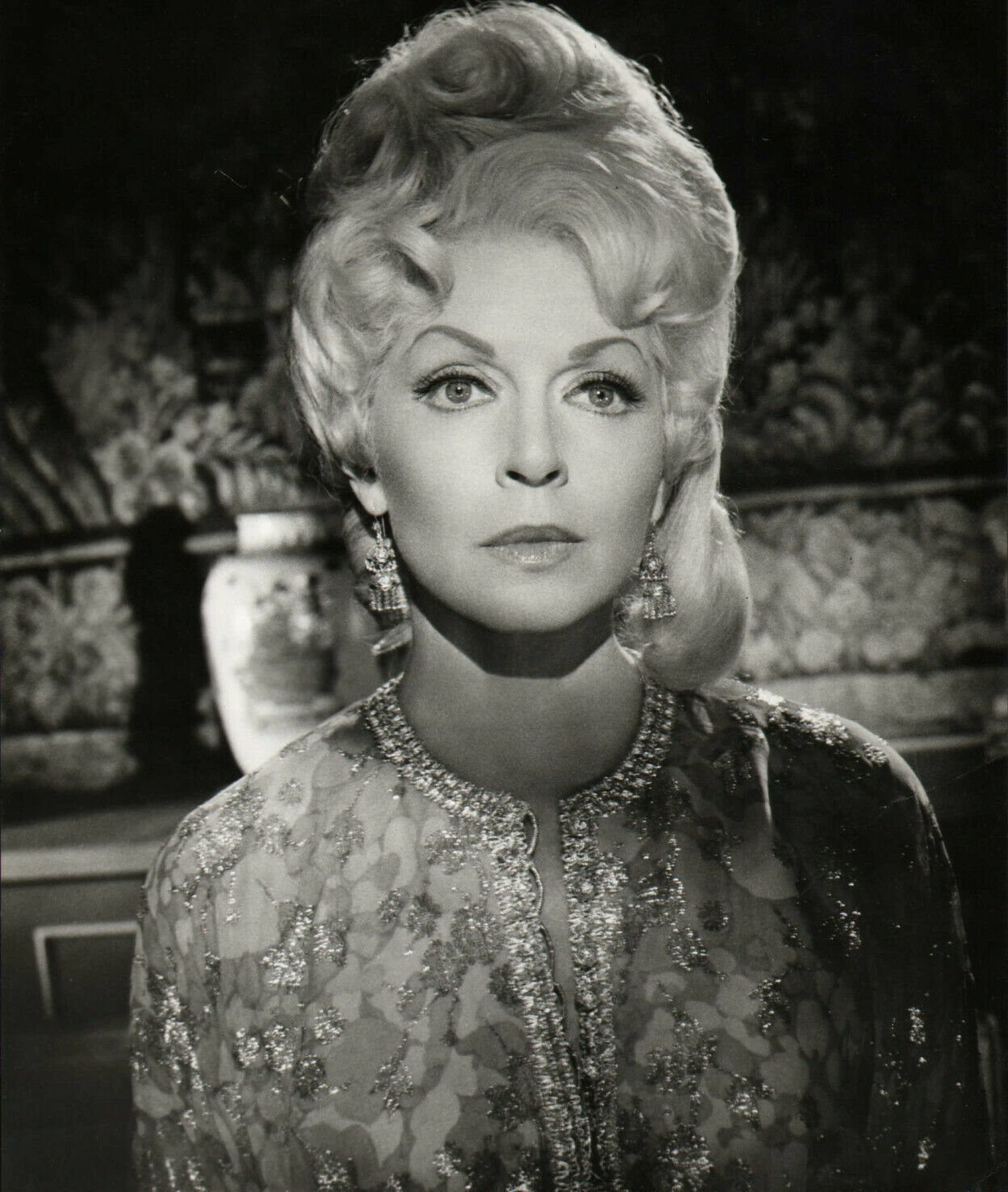
Turner en El terrón de azúcar (1969).

Con pocas ofertas cinematográficas, Turner firmó para aparecer en la serie de televisión Harold Robbins' The Survivors. La serie, que se estrenó en septiembre de 1969, recibió una importante campaña de marketing nacional, con vallas publicitarias con imágenes de tamaño real de Turner. A pesar de la extensa campaña publicitaria de ABC y la presencia de otras estrellas de renombre, al programa le fue mal y fue cancelado a la mitad de la temporada después de una emisión de 15 semanas en 1970. Mientras tanto, después de seis meses de matrimonio, Turner descubrió que Pellar había robado $35,000 que ella le había dado para una inversión. Además, posteriormente lo acusó de robarle joyas por un valor de $100,000. Pellar negó las acusaciones y no se presentaron cargos en su contra. Solicitó el divorcio en enero de 1970, después de lo cual afirmó ser célibe por el resto de su vida. Turner se casó un total de ocho veces con siete maridos diferentes, y más tarde dijo: «Mi objetivo era tener un marido y siete hijos, pero resultó ser al revés».
Turner volvió a las películas con un papel principal en la película de terror británica de 1974 Persecution, en la que interpretó a una mujer rica perturbada que atormentaba a su hijo. Variety comentó sobre su actuación: «Dadas las circunstancias, la actuación de Turner como Carrie, la dama pervertida de la mansión inglesa, tiene un aplomo razonable». En abril de 1975, Turner habló en una gala retrospectiva en la ciudad de Nueva York examinando su carrera, a la que asistieron Andy Warhol, Sylvia Miles, Rex Reed y numerosos fanáticos. Su siguiente película fue Bittersweet Love (1976), una comedia romántica en la que interpretó a la madre de una mujer que, sin saberlo, se casa con su medio hermano. Lawrence Van Gelder de The New York Times escribió que la película sirvió «como un recordatorio de que la señorita Turner nunca fue una de nuestras actrices más sutiles».
A principios de la década de 1970, Turner hizo la transición al teatro, comenzando con una producción de Forty Carats, que realizó una gira por varias ciudades de la costa este en 1971. Una reseña en The Philadelphia Inquirer señaló: «La señorita Turner siempre pudo usar bien la ropa, y su Forty Carats es un desfile de moda disfrazado de una pequeña comedia espumosa. No era mucho de una obra de teatro incluso cuando Julie Harris la estaba haciendo, y casi desaparece bajo el glamour de los viejos tiempos de Hollywood de la presencia estelar de la señorita Turner». En 1975, Turner interpretó a Jessica Poole en The Pleasure of His Company junto a Louis Jourdan en el Arlington Park Theatre de Chicago. De 1976 a 1978, protagonizó una producción itinerante de Bell, Book and Candle, interpretando a Gillian Holroyd. La crítica Elaine Matas señaló sobre una actuación de 1977 que Turner fue «brillante» y «el punto brillante en una obra por lo demás mediocre». En el otoño de 1978, apareció en una producción de Chicago de Divorce Me, Darling, una obra original en la que interpretó a una abogada de divorcios de San Francisco. Durante los ensayos, un tramoyista dijo a los periodistas que Turner era «la mujer más trabajadora que he conocido». Richard Christiansen del Chicago Tribune elogió su actuación, escribiendo que, «aunque todavía es una actriz muy nerviosa e inexperta, está dando, con mucho, su interpretación más ganadora».
Entre 1979 y 1980, Turner volvió al teatro, apareciendo en Murder Among Friends, una obra de misterio y asesinato que se proyectó en varias ciudades de Estados Unidos. Durante esta vez, Turner estaba en medio de un «tobogán cuesta abajo» que ella misma describe. Sufría de adicción al alcohol que había comenzado a fines de la década de 1950, faltaba a presentaciones y pesaba solo 95 libras (43,1 kg). En 1980, Turner hizo su última aparición en un largometraje junto a Teri Garr en la película de comedia de terror Witches' Brew. El mismo año, tuvo lo que ella llamó un «despertar religioso» y nuevamente comenzó a practicar su fe católica. El 25 de octubre de 1981, la National Film Society otorgó a Turner un premio Artistry in Cinema. En diciembre de 1981, se anunció que Turner aparecería como la misteriosa Jacqueline Perrault en un episodio de Falcon Crest, marcando su primer papel televisivo en 12 años. Su aparición fue un éxito de audiencia y su personaje regresó para cinco episodios adicionales.
En enero de 1982, Turner repitió su papel en Murder Among Friends, que realizó una gira por todo Estados Unidos ese año; junto con Dancin' de Bob Fosse, la obra ganó una suma bruta combinada de $400,000 durante una semana en el Heinz Hall de Pittsburgh en junio de 1982. En septiembre, Turner publicó una autobiografía titulada Lana: The Lady, the Legend, the Truth. Posteriormente actuó como invitada en un episodio de The Love Boat en 1985, que marcó su última aparición en pantalla.

### 1986-1995: Enfermedad y muerte
Turner fue una bebedora habitual y fumadora de cigarrillos durante la mayor parte de su vida. Durante su contrato con MGM, las fotografías que la mostraban sosteniendo cigarrillos tuvieron que ser retocadas a pedido del estudio en un esfuerzo por ocultar que fumaba. Cuando tenía poco más de 60 años, Turner dejó de beber para preservar su salud, pero no pudo dejar de fumar. Le diagnosticaron cáncer de garganta en la primavera de 1992. En un comunicado de prensa, afirmó que el cáncer se había detectado a tiempo y no había dañado sus cuerdas vocales ni la laringe. Se sometió a una cirugía exploratoria para extirpar el cáncer, pero tenía metástasis en la mandíbula y los pulmones. Después de someterse a radioterapia, Turner anunció que estaba en remisión total a principios de 1993. Se descubrió que el cáncer había regresado en julio de 1994.
En septiembre de 1994, Turner hizo su última aparición pública en el Festival Internacional de Cine de San Sebastián en España para aceptar un premio Lifetime Achievement Award, y estuvo confinada a una silla de ruedas durante gran parte del evento. Murió nueve meses después, a la edad de 74 años, el 29 de junio de 1995, por complicaciones del cáncer, en su casa de Century City, Los Ángeles, con su hija a su lado. Según Cheryl, la muerte de Turner fue un «shock total», ya que parecía estar mejor de salud y recientemente había completado siete semanas de radioterapia. Los restos de Turner fueron incinerados y entregados a Cheryl. Varias cuentas tienen las cenizas aún en posesión de Cheryl, mientras que otras cuentas dicen que las cenizas se esparcieron en el océano, pero el océano y la ubicación varían según las fuentes.
Cheryl y su pareja Joyce LeRoy, a quien Turner dijo que aceptó «como una segunda hija», heredó algunos de los efectos personales de Turner y $50,000 en el testamento de Turner. Su patrimonio se estimó en documentos judiciales en un valor de $1,7 millones. Turner dejó la mayor parte de su patrimonio a su sirvienta, Carmen López Cruz, quien había sido su compañera durante 45 años y cuidadora durante su última enfermedad. Cheryl impugnó el testamento y Cruz dijo que la mayor parte del patrimonio se consumió en costos de sucesiones, honorarios legales y gastos médicos.

## Imagen pública y de pantalla
Cuando se descubrió a Turner, el ejecutivo de MGM, Mervyn LeRoy, la imaginó como un reemplazo de la recientemente fallecida Jean Harlow y comenzó a desarrollar su imagen como un símbolo sexual. En They Won't Forget (1937) y El amor encuentra a Andy Hardy (1938), encarnó una «sexualidad inocente» que retrataba a ingénues. La historiadora de cine Jeanine Basinger señala que «representaba a la chica que prefería sentarse en el trampolín para mostrar su figura que mojarse en el agua [...] la chica quién preferiría besar que kibbitz». En sus primeras películas, Turner no se tiñó el cabello castaño; véase Dancing Co-Ed (1939), en la que fue anunciada como «la sensación pelirroja que lo trajo» de vuelta a la pantalla». Ziegfeld Girl de 1941 fue la primera película en mostrar a Turner con cabello rubio platino, que usó durante gran parte del resto de su vida y por el cual llegó a ser conocida.

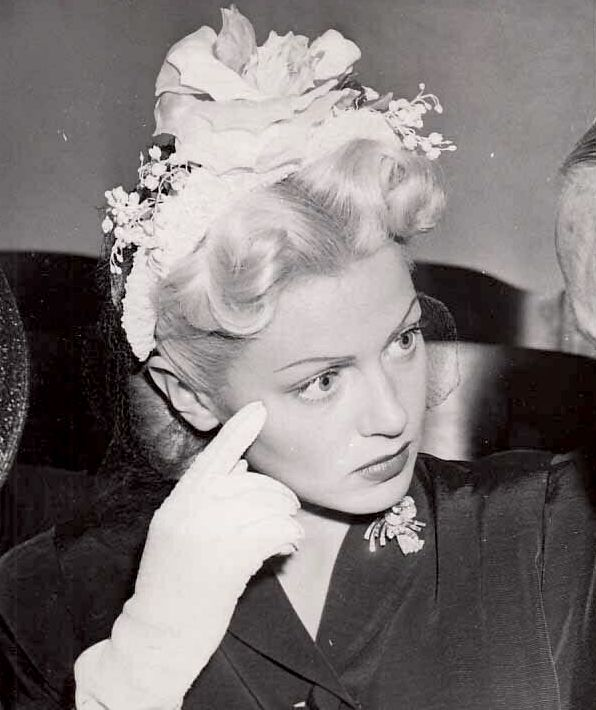
Turner en 1944.

Después del primer matrimonio de Turner en 1940, la columnista Louella Parsons escribió: «Si Lana Turner se porta bien y no se vuelve completamente loca, se dirigirá a un lugar destacado en las películas. Es la actriz más glamorosa desde Jean Harlow». También la comparó con Clara Bow y agregó: «Ambas, confiadas y adorables, usan el corazón en lugar de la cabeza. [...] siempre ha actuado precipitadamente y se ha guiado más por sus propias ideas que por cualquier avance que le haya dado ningún estudio». A mediados de la década de 1940, Turner se había casado y se divorció tres veces, dio a luz a su hija Cheryl y tuvo numerosos asuntos publicitados. Sin embargo, su imagen en The Postman Always Rings Twice marcó una desviación de su personaje de pantalla de símbolo estrictamente sexual a una femme fatale.
En la década de 1950, tanto los críticos como el público comenzaron a notar paralelismos entre la accidentada vida personal de Turner y los papeles que interpretó. El parecido era más evidente en Peyton Place e Imitation of Life, ambas películas en las que Turner interpretó a madres solteras que luchaban por mantener una relación con sus hijas adolescentes. Estudioso del cine Richard Dyer cita a Turner como un ejemplo de una de las primeras estrellas de Hollywood cuya publicitada vida privada influyó perceptiblemente en sus carreras: «Su carrera está marcada por un alto grado de interpenetración inusual, incluso espectacular, entre su vida privada disponible públicamente y sus películas [...] Sus vehículos solo proporcionan personajes y situaciones de acuerdo con su imagen fuera de la pantalla, pero los incidentes frecuentes en ellos hacen eco de incidentes en su vida, de modo que al final de su carrera, películas como Peyton Place, Imitation of Life, Madame X y Love Has Many Faces parecen en partes meras ilustraciones de su vida».
Basinger se hace eco de sentimientos similares, señalando que Turner a menudo «actuaba solo en papeles que eran simbólicos de lo que el público sabía, o pensaba que sabía, de su vida a partir de los titulares que hizo como persona, no como un personaje de película [...] Su persona se convirtió en su personaje». Además, Basinger acredita a Turner como la primera estrella femenina de la corriente principal en «tomar la prerrogativa masculina abiertamente para sí misma», complaciéndose públicamente en romances y aventuras que en turn alimentó la publicidad que la rodeaba. La académica de cine Jessica Hope Jordan considera a Turner una «implosión» tanto de una «imagen de la vida real como de una estrella» y sugiere que utilizó una para enmascarar al otro, haciéndola representante de la «femme fatale definitiva». La columnista Dorothy Kilgallen tomó nota de las intersecciones entre la vida de Turner y su personalidad en la pantalla al principio de su carrera, escribiendo en 1946:

Lana Turner es una súper estrella por muchas razones, pero principalmente porque es igual fuera de la pantalla que dentro. Algunas de las estrellas son deslumbrantes magnéticos en celuloide y pequeñas cosas ordinarias, prácticas y revestidas de polo en la vida privada. No así Lana. Nadie que la adorara en las películas se sentiría decepcionado de conocerla en persona. La carne es la misma. La biografía es tan colorida como cualquier trama que haya interpretado en la pantalla. La ropa que usa es como la ropa que pagas para verla el sábado por la noche en el Bijou. El atractivo físico es tan intenso cuando mira a un jefe de camareros como cuando mira a un héroe.

Los historiadores han citado a Turner como una de las estrellas de cine más glamorosas de todos los tiempos, una asociación que se hizo durante su vida y después de su muerte. Al comentar sobre su imagen, una vez le dijo a un periodista: «Abandonar el glamour es como renunciar a mi identidad. Es una imagen que he trabajado demasiado para obtener y preservar». Michael Gordon, quien dirigió a Turner en Portrait in Black, la recordaba como «una mujer muy talentosa actriz cuya principal fiabilidad era lo que yo consideraba un gusto pobre [...] Lana no era tonta, y me daría maravillosas l racionalizaciones de por qué debería usar aretes colgantes. No tenían nada que ver con el papel, pero tenían que ver con su propia imagen particular».
Según su hija, la atención obsesiva de Turner por los detalles a menudo provocaba que los modistas salieran furiosos durante las pruebas de vestuario. Sin importar el escenario, Turner también se aseguró de que ella estuviera siempre «lista para la cámara», usando joyas y maquillaje, incluso mientras descansa en pantalones de chándal. Turner a menudo compraba sus estilos favoritos de zapatos en todos los colores disponibles, al mismo tiempo acumulando 698 pares. Prefirió a los diseñadores Salvatore Ferragamo, Jean Louis, Helen Rose y Nolan Miller. Los historiadores de cine Joe Morella y Edward Epstein han observado que, a diferencia de muchas estrellas femeninas, Turner «no estaba resentida con las fans femeninas», y que las mujeres constituían una gran parte de su base de aficionados en años posteriores. Turner mantuvo su imagen glamorosa hasta el final de su carrera; una reseña de una película de 1966 la caracterizó como «el brillo y el glamour de Hollywood». Si bien siempre abrazó su personalidad glamorosa, también expresó su dedicación a la actuación y se ganó la reputación de ser una intérprete versátil y trabajadora. Era admiradora de Bette Davis, a quien citaba como su actriz favorita.

## Legado

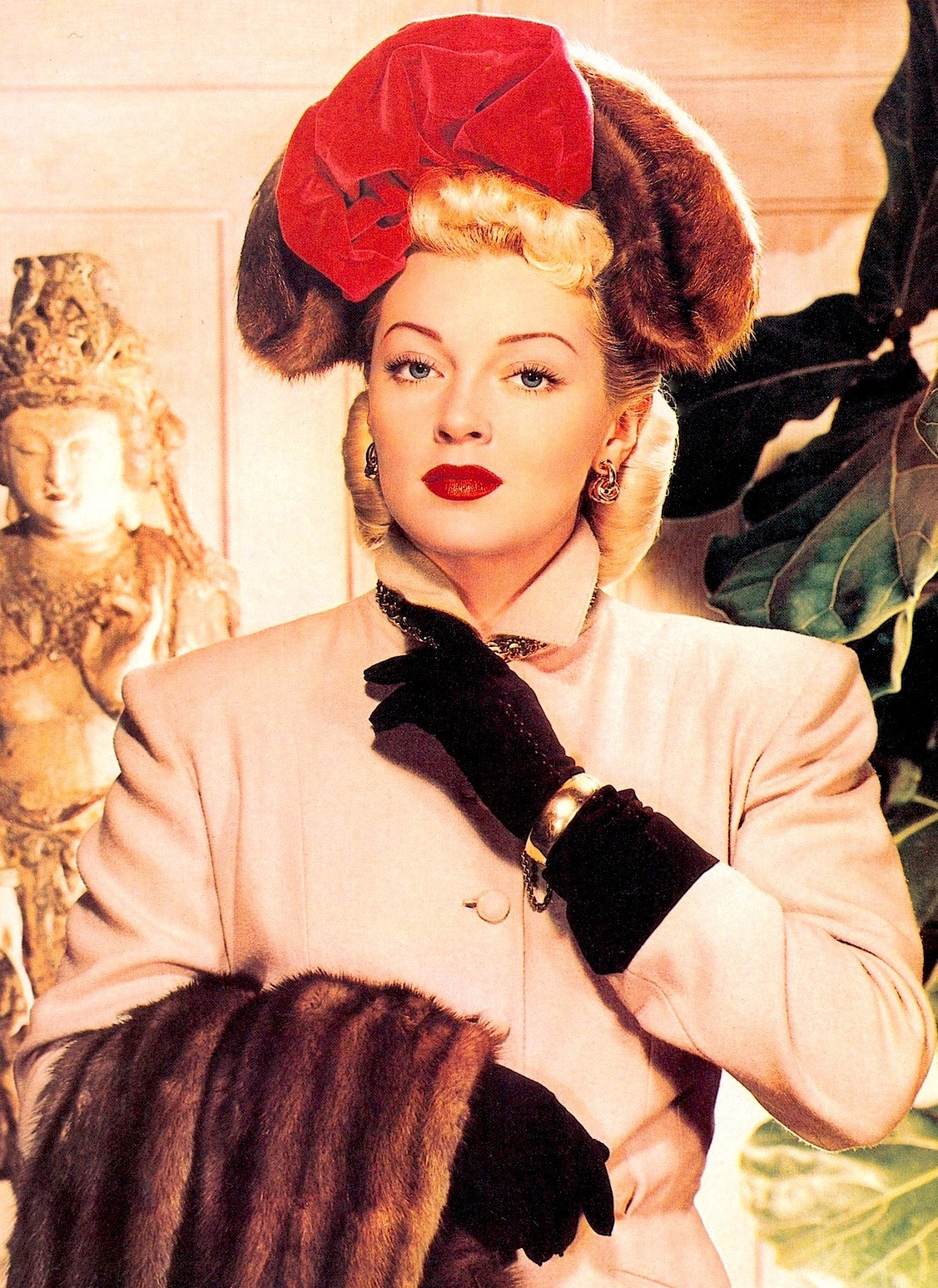
Turner de Paul Hesse en 1946.

Turner ha sido señalado por los historiadores como un símbolo sexual, un icono de la cultura popular y «un símbolo del sueño americano cumplido [...] Gracias a ella, ser descubierto en una fuente de soda se ha convertido en un ideal casi tan preciado como haber nacido en una cabaña de troncos». El crítico Leonard Maltin señaló en 2005 que Turner «llegó a cristalizar las alturas opulentas a las que el mundo del espectáculo podría llevar a una chica de pueblo, así como sus aspectos más oscuros, trágicos y profundidades narcisistas». También ha sido citada por académicos como icono gay debido a su personalidad glamorosa y sus triunfos sobre las luchas personales. Si bien las discusiones en torno a Turner se han basado en gran medida en su prevalencia cultural, se han realizado pocos estudios académicos sobre su carrera, y la opinión sobre su legado como actriz ha críticos divididos. Tras la muerte de Turner, John Updike escribió en The New Yorker que ella «era una pieza de época descolorida, una reina del glamour pasada de moda cuyas cincuenta y cuatro películas, durante cuatro décadas, no cantidad, retrospectivamente a mucho [...] Como intérprete, ella era puramente un producto hecho en el estudio».
Los defensores de la capacidad de actuación de Turner, como Jessica Hope Jordan y James Robert Parish, citan su actuación en The Postman Always Rings Twice como un argumento a favor del valor de su trabajo. El papel de Turner en la película también ha provocado que se la asocie con frecuencia con el cine negro y el arquetipo de mujer fatal en los círculos críticos. En una retrospectiva de Films in Review de 1973 sobre su carrera, se hizo referencia a Turner como «una maestra de la técnica cinematográfica y una artesana trabajadora». Jeanine Basinger también ha defendido la actuación de Turner, escribiendo sobre su actuación en The Bad and the Beautiful: «Nada del sexo símbolos que han sido promocionados como actrices, no Hayworth o Gardner o Taylor o Monroe—alguna vez han dado una actuación tan buena».
Debido a las intersecciones entre la personalidad glamorosa y de alto perfil de Turner y su vida personal histórica, a menudo problemática, se la incluye en debates críticos sobre el sistema de estudios de Hollywood, específicamente su capitalización de las tribulaciones privadas de sus estrellas. Basinger la considera el «epítome del estrellato creado por máquinas de Hollywood». Turner también ha sido citada en debates académicos sobre la sexualidad de las mujeres.

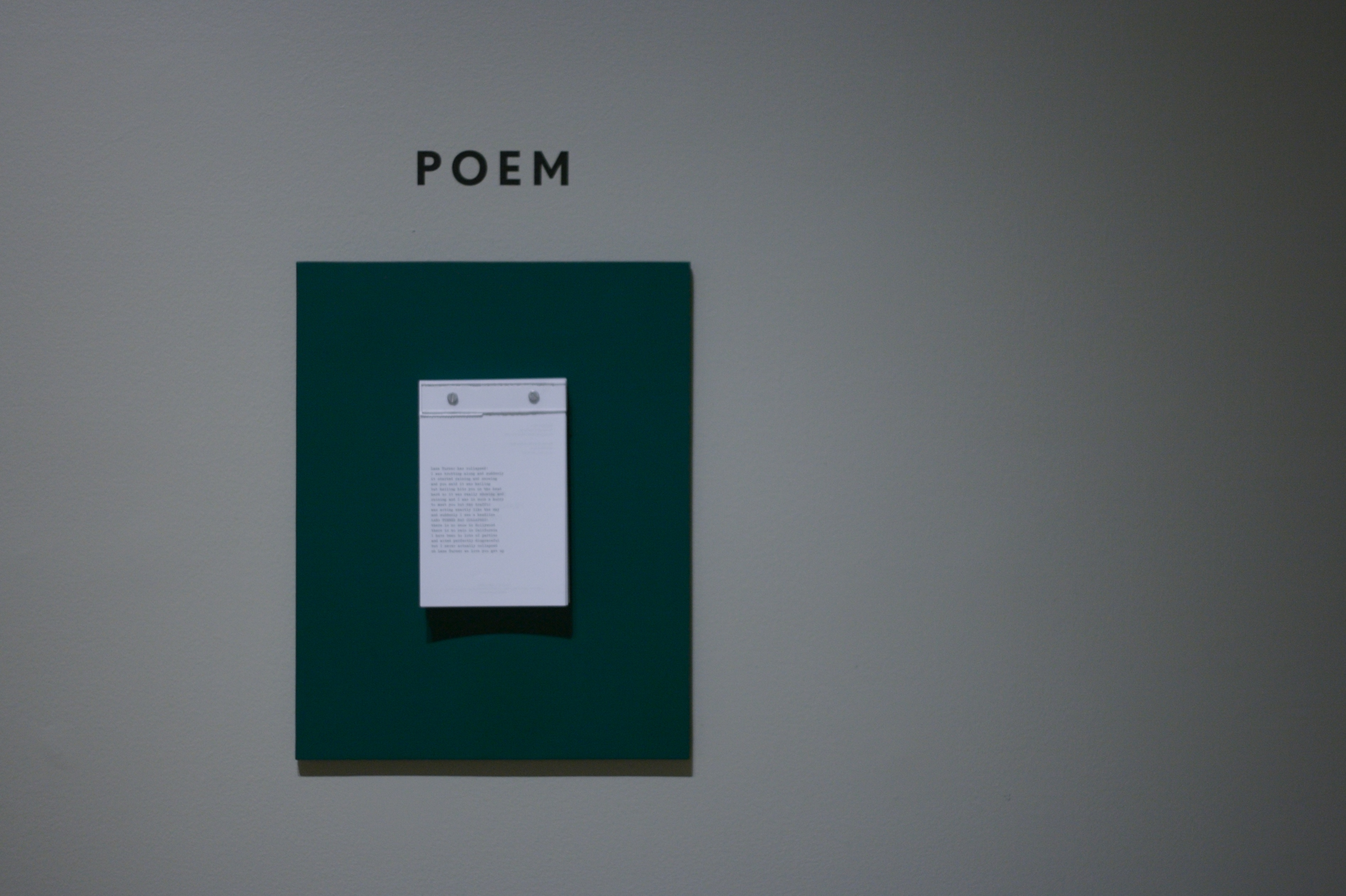
Copias del poema «Lana Turner ha colapsado» (1964) de Frank O'Hara en el Museo de la Ciudad de Nueva York.

Turner ha sido representada y mencionada en numerosas obras de literatura, cine, música y arte. Fue el tema del poema «Lana Turner ha colapsado» de Frank O'Hara, y fue representada como un personaje secundario en la novela de James Ellroy L.A. Confidencial (1990). El asesinato de Stompanato y sus secuelas también fueron la base de la novela de Harold Robbins Where Love Has Gone (1962). En la música popular, se hace referencia a Turner en canciones grabadas por Nina Simone y Frank Sinatra, y fue la fuente del nombre artístico de la cantautora Lana Del Rey. En 2002, el artista Eloy Torrez incluyó a Turner en un mural al aire libre, Portrait of Hollywood, pintado en el auditorio de la Hollywood High School, su alma mater. Turner tiene una estrella en el Paseo de la Fama de Hollywood en 6241 Hollywood Boulevard. En 2012, Complex la nombró la octava actriz más infame de todos los tiempos.

## Filmografía

### Cine

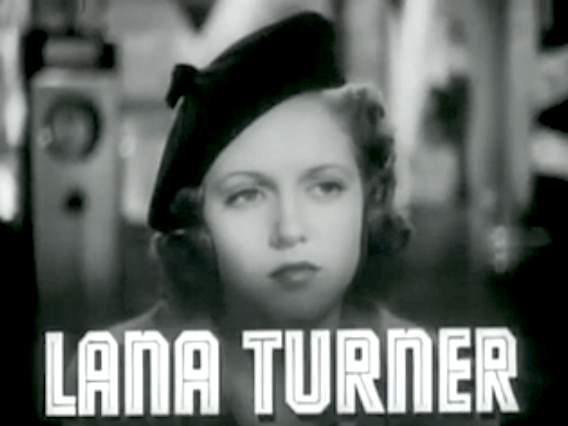
En They Won't Forget (1937).

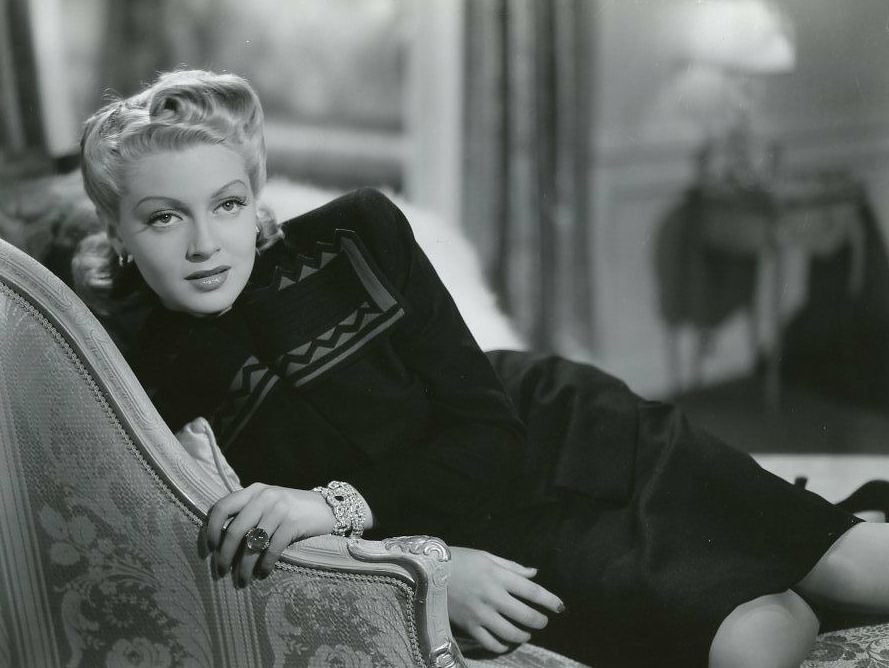
En Ziegfeld Girl (1940).

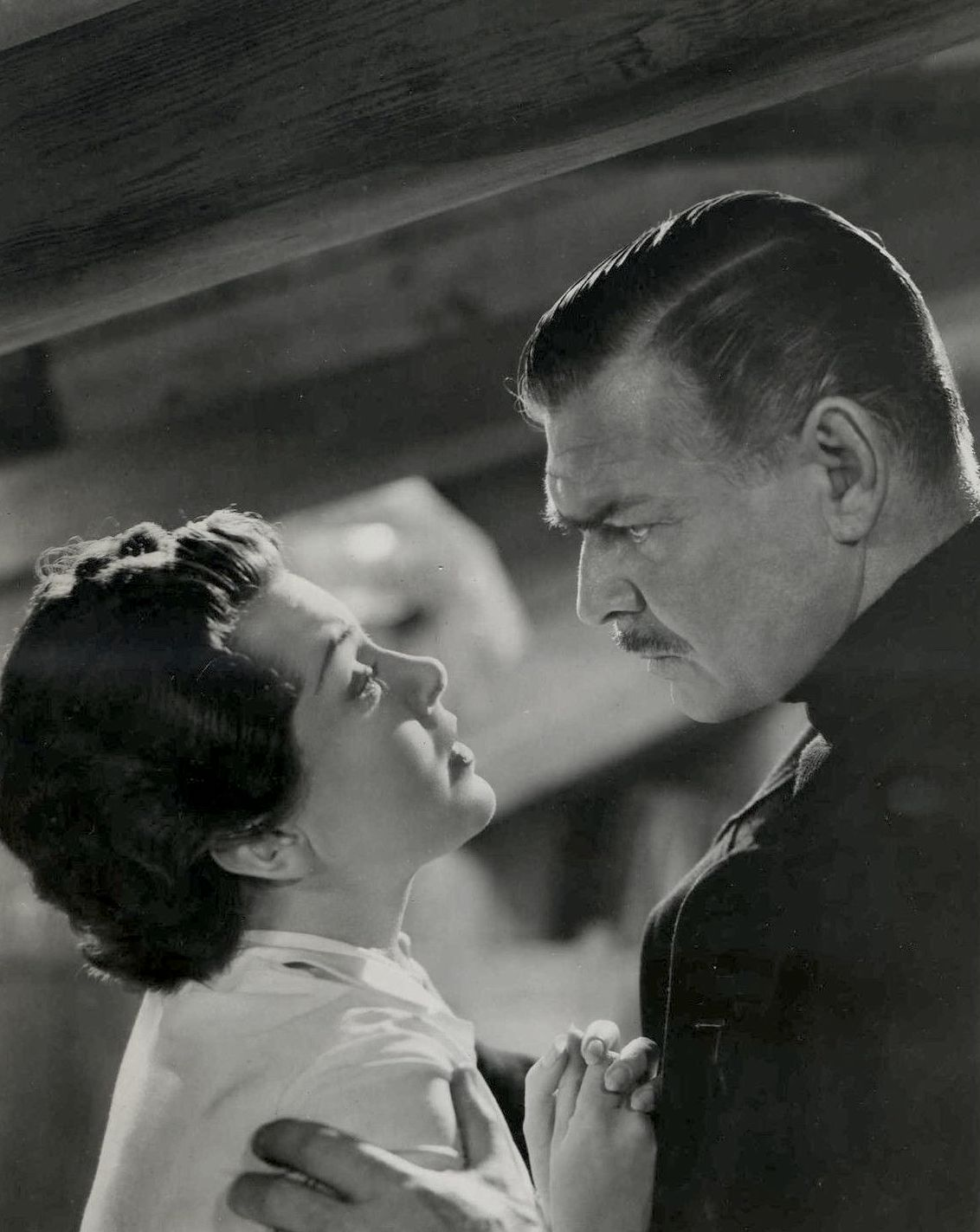
Con Clark Gable en Betrayed (1954).

| Año  | Título                         | Rol(s)                     | Director(s)         | Estudio             | Ref.    |
| ---- | ------------------------------ | -------------------------- | ------------------- | ------------------- | ------- |
| 1937 | They Won't Forget              | Mary Clay                  | Mervyn LeRoy        | Warner Bros.        | [ 327 ] |
| 1937 | Topper                         | Patrono del club nocturno  | Norman Z. MacLeod   | Metro-Goldwyn-Mayer | [ 52 ]  |
| 1937 | The Great Garrick              | Mademoiselle Auber         | James Whale         | Warner Bros.        | [ 52 ]  |
| 1938 | The Adventures of Marco Polo   | Doncella de Nazama         | Archie Mayo         | United Artists      | [ 52 ]  |
| 1938 | Love Finds Andy Hardy          | Cynthia Potter             | George B. Seitz     | Metro-Goldwyn-Mayer | [ 329 ] |
| 1938 | The Chaser                     | Señorita Rutherford        | Edwin L. Marin      | Metro-Goldwyn-Mayer | [ 52 ]  |
| 1938 | Four's a Crowd                 | Transeúnte                 | Michael Curtiz      | Warner Bros.        | [ 52 ]  |
| 1938 | Rich Man, Poor Girl            | Helen Thayer               | Reinhold Schünzel   | Metro-Goldwyn-Mayer | [ 52 ]  |
| 1938 | Dramatic School                | Mado                       | Robert B. Sinclair  | Metro-Goldwyn-Mayer | [ 52 ]  |
| 1939 | Calling Dr. Kildare            | Rosalie Jewett             | Harold S. Bucquet   | Metro-Goldwyn-Mayer | [ 329 ] |
| 1939 | These Glamour Girls            | Jane Thomas                | S. Sylvan Simon     | Metro-Goldwyn-Mayer | [ 331 ] |
| 1939 | Dancing Co-Ed                  | Patty Marlow               | S. Sylvan Simon     | Metro-Goldwyn-Mayer | [ 331 ] |
| 1940 | Two Girls on Broadway          | Patricia «Pat» Mahoney     | S. Sylvan Simon     | Metro-Goldwyn-Mayer | [ 332 ] |
| 1940 | We Who Are Young               | Marjorie White Brooks      | Harold S. Bucquet   | Metro-Goldwyn-Mayer | [ 329 ] |
| 1941 | Ziegfeld Girl                  | Sheila Regan               | Robert Z. Leonard   | Metro-Goldwyn-Mayer | [ 333 ] |
| 1941 | Dr. Jekyll y Mr. Hyde          | Bea Emery                  | Victor Fleming      | Metro-Goldwyn-Mayer | [ 333 ] |
| 1941 | Honky Tonk                     | Elizabeth Cotton           | Jack Conway         | Metro-Goldwyn-Mayer | [ 333 ] |
| 1942 | Johnny Eager                   | Lisbeth Bard               | Mervyn LeRoy        | Metro-Goldwyn-Mayer | [ 333 ] |
| 1942 | Somewhere I'll Find You        | Paula Lane                 | Wesley Ruggles      | Metro-Goldwyn-Mayer | [ 333 ] |
| 1943 | The Youngest Profession        | Ella misma                 | Edward Buzzell      | Metro-Goldwyn-Mayer | [ 333 ] |
| 1943 | Slightly Dangerous             | Peggy Evans /Carol Burden  | Wesley Ruggles      | Metro-Goldwyn-Mayer | [ 333 ] |
| 1943 | Du Barry Was a Lady            | Ella misma                 | Roy Del Ruth        | Metro-Goldwyn-Mayer | [ 333 ] |
| 1944 | Marriage Is a Private Affair   | Theo Scofield West         | Robert Z. Leonard   | Metro-Goldwyn-Mayer | [ 333 ] |
| 1945 | Keep Your Powder Dry           | Valerie «Val» Parks        | Edward Buzzell      | Metro-Goldwyn-Mayer | [ 333 ] |
| 1945 | Week-End at the Waldorf        | Bunny Smith                | Robert Z. Leonard   | Metro-Goldwyn-Mayer | [ 333 ] |
| 1946 | The Postman Always Rings Twice | Cora Smith                 | Tay Garnett         | Metro-Goldwyn-Mayer | [ 327 ] |
| 1947 | Green Dolphin Street           | Marianne Patourel          | Victor Saville      | Metro-Goldwyn-Mayer | [ 333 ] |
| 1947 | Cass Timberlane                | Virginia Marshland         | George Sidney       | Metro-Goldwyn-Mayer | [ 333 ] |
| 1948 | Homecoming                     | Lt. Jane 'Snapshot' McCall | Mervyn LeRoy        | Metro-Goldwyn-Mayer | [ 333 ] |
| 1948 | The Three Musketeers           | Milady de Winter           | George Sidney       | Metro-Goldwyn-Mayer | [ 337 ] |
| 1950 | A Life of Her Own              | Lily Brannel James         | George Cukor        | Metro-Goldwyn-Mayer | [ 338 ] |
| 1951 | Mr. Imperium                   | Fredda Barlo               | Don Hartman         | Metro-Goldwyn-Mayer | [ 337 ] |
| 1952 | The Merry Widow                | Crystal Radek              | Curtis Bernhardt    | Metro-Goldwyn-Mayer | [ 337 ] |
| 1952 | The Bad and the Beautiful      | Georgia Lorrison           | Vincente Minnelli   | Metro-Goldwyn-Mayer | [ 337 ] |
| 1953 | Latin Lovers                   | Nora Taylor                | Mervyn LeRoy        | Metro-Goldwyn-Mayer | [ 337 ] |
| 1954 | Flame and the Flesh            | Madeline                   | Richard Brooks      | Metro-Goldwyn-Mayer | [ 337 ] |
| 1954 | Betrayed                       | Carla Van Oven             | Gottfried Reinhardt | Metro-Goldwyn-Mayer | [ 337 ] |
| 1955 | The Prodigal                   | Samarra                    | Richard Thorpe      | Metro-Goldwyn-Mayer | [ 327 ] |
| 1955 | The Sea Chase                  | Elsa Keller                | John Farrow         | Warner Bros.        | [ 337 ] |
| 1955 | The Rains of Ranchipur         | Lady Edwina Esketh         | Jean Negulesco      | 20th Century Fox    | [ 169 ] |
| 1956 | Diane                          | Diane de Poitiers          | David Miller        | Metro-Goldwyn-Mayer | [ 337 ] |
| 1957 | Peyton Place                   | Constance MacKenzie        | Mark Robson         | 20th Century Fox    | [ 327 ] |
| 1958 | The Lady Takes a Flyer         | Maggie Colby               | Jack Arnold         | Universal Pictures  | [ 337 ] |
| 1958 | Another Time, Another Place    | Sara Scott                 | Lewis Allen         | Paramount Pictures  | [ 188 ] |
| 1959 | Imitation of Life              | Lora Meredith              | Douglas Sirk        | Universal Pictures  | [ 220 ] |
| 1960 | Portrait in Black              | Sheila Cabot               | Michael Gordon      | Universal Pictures  | [ 220 ] |
| 1961 | By Love Possessed              | Marjorie Penrose           | John Sturges        | United Artists      | [ 225 ] |
| 1961 | Bachelor in Paradise           | Rosemary Howard            | Jack Arnold         | Metro-Goldwyn-Mayer | [ 225 ] |
| 1962 | Who's Got the Action?          | Melanie Flood              | Daniel Mann         | Paramount Pictures  | [ 337 ] |
| 1965 | Love Has Many Faces            | Alexander Singer           | Alexander Singer    | Columbia Pictures   | [ 337 ] |
| 1966 | Madame X                       | David Lowell Rich          | David Lowell Rich   | Universal Pictures  | [ 339 ] |
| 1969 | The Big Cube                   | Adriana Roman              | Tito Davison        | Warner Bros.        | [ 340 ] |
| 1974 | Persecution                    | Carrie Masters             | Don Chaffey         | Fanfare Films       | [ 337 ] |
| 1976 | Bittersweet Love               | Claire                     | David Miller        | AVCO Embassy        | [ 337 ] |
| 1980 | Witches' Brew                  | Vivian Cross               | Herbert L. Strock   | United Artists      | [ 341 ] |
| 1994 | That's Entertainment! III      | Ella misma                 | Bud Friedgen        | Metro-Goldwyn-Mayer | [ 342 ] |

### Proyectos no realizados
| Año  | Título                | Rol(s)          | Nota | Ref.    |
| ---- | --------------------- | --------------- | --- | ------- |
| 1940 | Our Dancing Daughters | Desconocido     | Adaptación de la película de 1928; nunca realizada.                                                                                        | [ 343 ] |
| 1940 | The Uniform           | Desconocido     | Lista para protagonizar junto a Clark Gable; Turner fue reemplazada por Rosalind Russell y la película se estrenó como They Met in Bombay. | [ 345 ] |
| 1947 | Bedeviled             | Desconocido     | Inconcluso; Turner abandonó para aparecer en The Three Musketeers.                                                                         | [ 346 ] |
| 1949 | Samson and Delilah    | Delilah         | El papel fue para Hedy Lamarr. | [ 347 ] |
| 1959 | Streets of Montmartre | Suzanne Valadon | Lista para protagonizar con Louis Jourdan; nunca realizada.                                                                                | [ 349 ] |

### Televisión

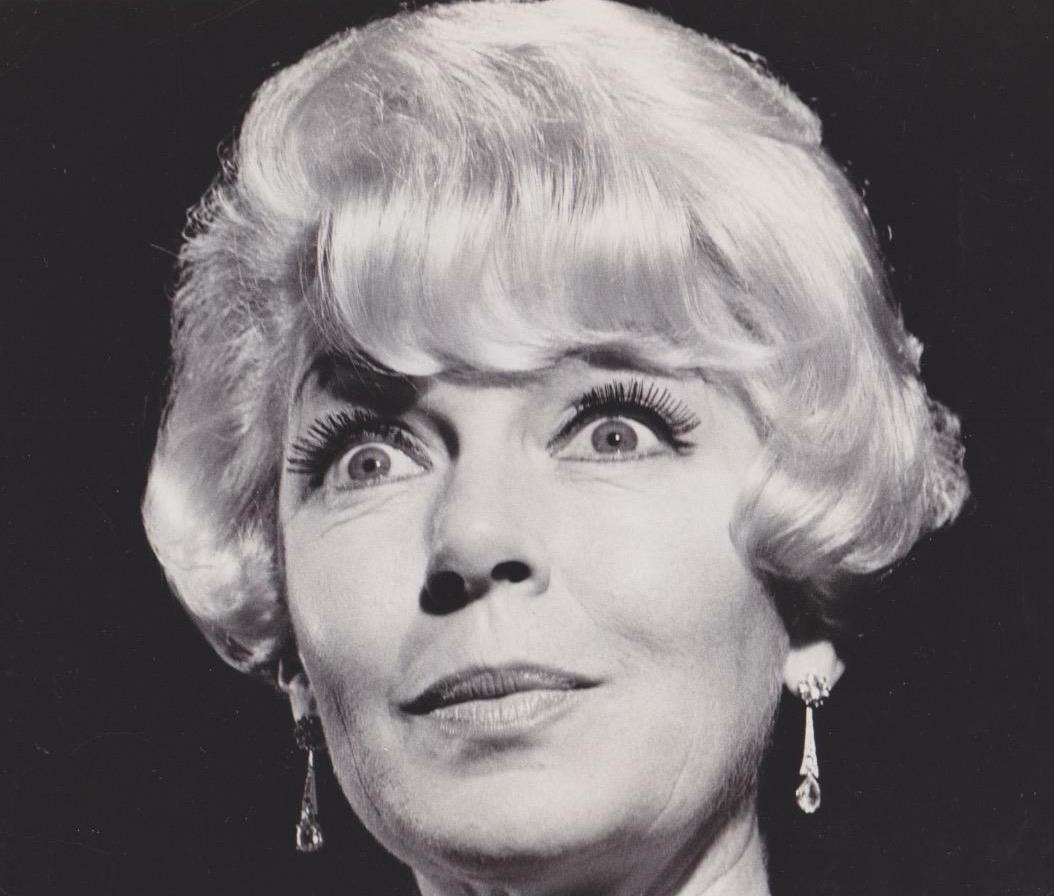
En The Smothers Brothers Comedy Hour en 1967.

| Año       | Título                            | Rol(s)                 | Nota             | Ref.    |
| --------- | --------------------------------- | ---------------------- | ---------------- | ------- |
| 1967      | The Smothers Brothers Comedy Hour | Ella misma             | Episodio: «1.10» | [ 350 ] |
| 1969-1970 | Harold Robbins' The Survivors     | Tracy Carlyle Hastings | 15 episodios     | [ 351 ] |
| 1971      | Harold Robbins' The Survivors     | Tracy Carlyle Hastings | Telefilme        | [ 352 ] |
| 1982-1983 | Falcon Crest                      | Jacqueline Perrault    | 6 episodios      | [ 266 ] |
| 1985      | The Love Boat                     | Elizabeth Raleigh      | 3 episodios      | [ 342 ] |

## Premios y nominaciones
| Premio             | Categoría                               | Año  | Trabajo nominado(s) | Resultado | Ref.    |
| ------------------ | --------------------------------------- | ---- | ------------------- | --------- | ------- |
| Premios Óscar      | Mejor actriz                            | 1958 | Peyton Place        | Nominada  | [ 180 ] |
| David di Donatello | Mejor actriz extranjera                 | 1966 | Madame X            | Ganadora  | [ 234 ] |
| Premio Donostia    | Lifetime Achievement                    | 1994 | –                   | Ganadora  | [ 280 ] |
| Premios Laurel     | Mejor interpretación dramática femenina | 1958 | Peyton Place        | 4.º lugar | [ 353 ] |
| Premios Laurel     | Mejor estrella femenina                 | 1959 | –                   | 9.º lugar | [ 354 ] |
| Premios Laurel     | Mejor estrella femenina                 | 1960 | –                   | 13 lugar  | [ 355 ] |
| Premios Laurel     | Mejor estrella femenina                 | 1961 | –                   | 9.º lugar | [ 355 ] |
| Premios Laurel     | Mejor actriz                            | 1966 | Madame X            | 5.º lugar | [ 355 ] |
| Medalla Sitges     | Mejor actriz                            | 1975 | Persecution         | Ganadora  | [ 356 ] |